# Smartphones von Huawei

Logo von Huawei

Diese Liste enthält eine Auswahl an Handys und Smartphones des chinesischen Telekommunikationsunternehmen Huawei.

## Huawei-Smartphones nach Serien/Modellfamilien

### Huawei Pura-Serie
Als Nachfolger der P-Serie startete Huawei am 18. April 2024 den Verkauf des Modells "Pura 70", welches zuvor mit der Bezeichnung "P70" erwartet wurde.

### Huawei Mate-Serie
- Huawei Mate S
- Huawei Mate 8
- Huawei Mate 9
- Huawei Mate 10
- Huawei Mate SE
- Huawei Mate 20
- Huawei Mate 20 Pro
- Huawei Mate X
- Huawei Mate X2
- Huawei Mate Xs 2
- Huawei Mate 30
- Huawei Mate 30 Pro
- Huawei Mate 40
- Huawei Mate 40 Pro
- Huawei Mate 50
- Huawei Mate 50 Pro
- Huawei Mate X3
- Huawei Mate 60 Pro
- Huawei Mate 60 Pro+
- Huawei Mate 70
- Huawei Mate 70 Pro
- Huawei Mate 70 Pro+
- Huawei Mate 70 RS Ultimate
- Huawei Mate 70 Pro Premium Edition

#### Galerie

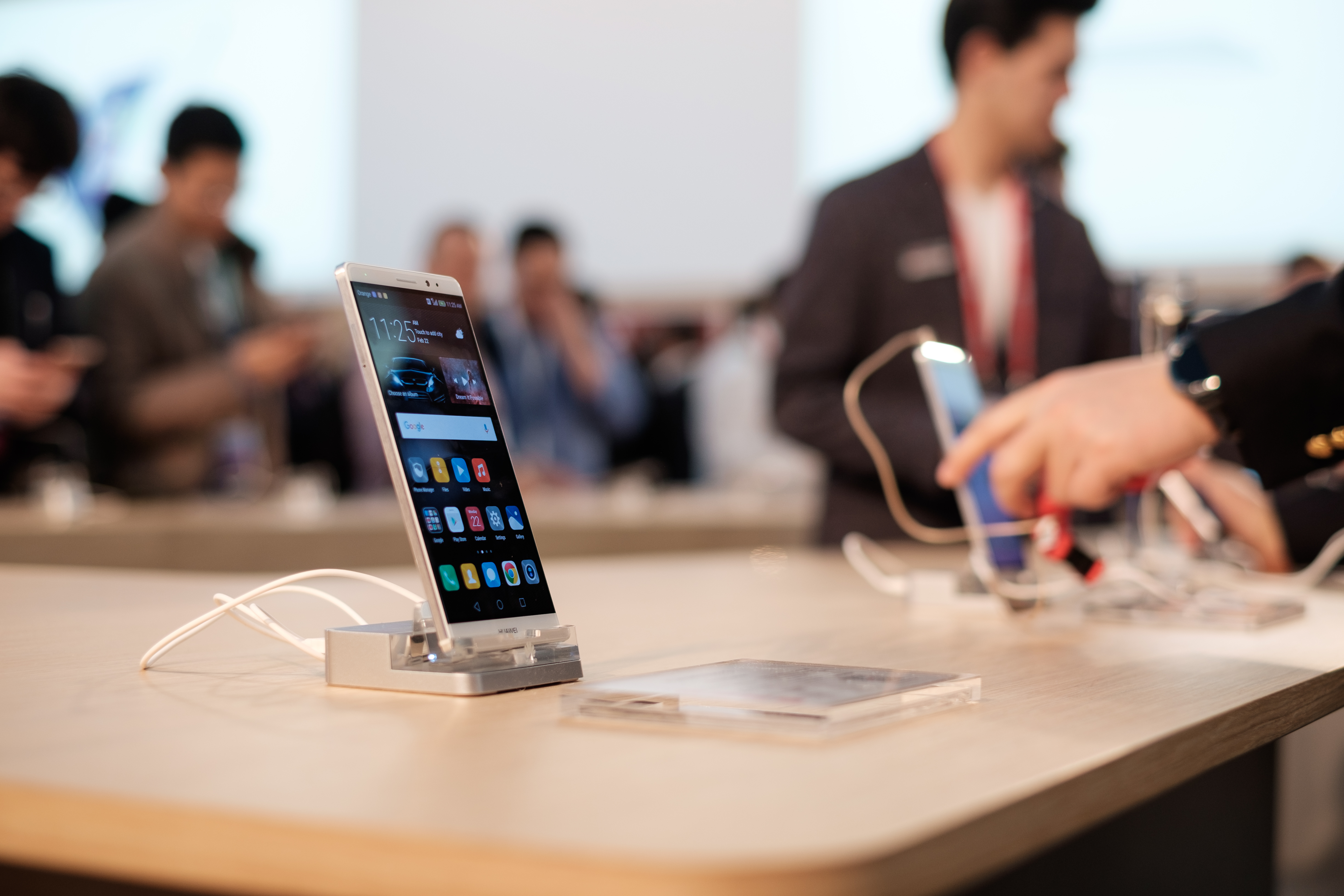
Mate S auf dem MWC 2016
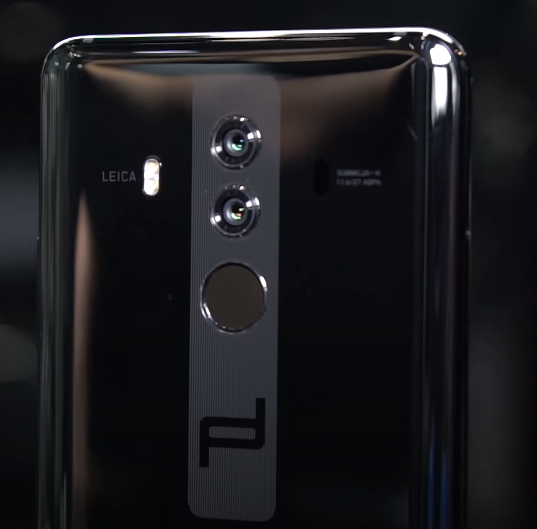
Mate 10 Porsche Design
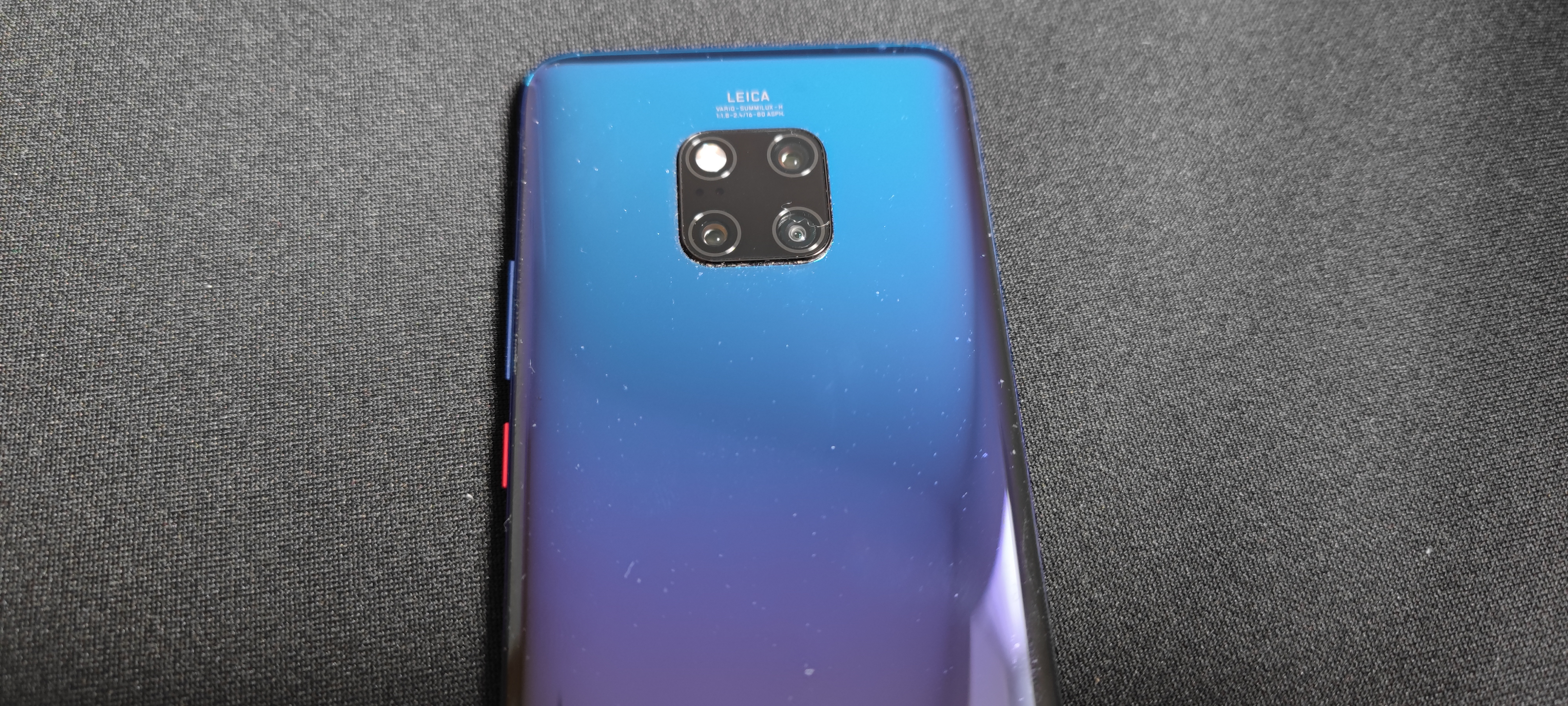
Rückseite des Mate 20 Pro
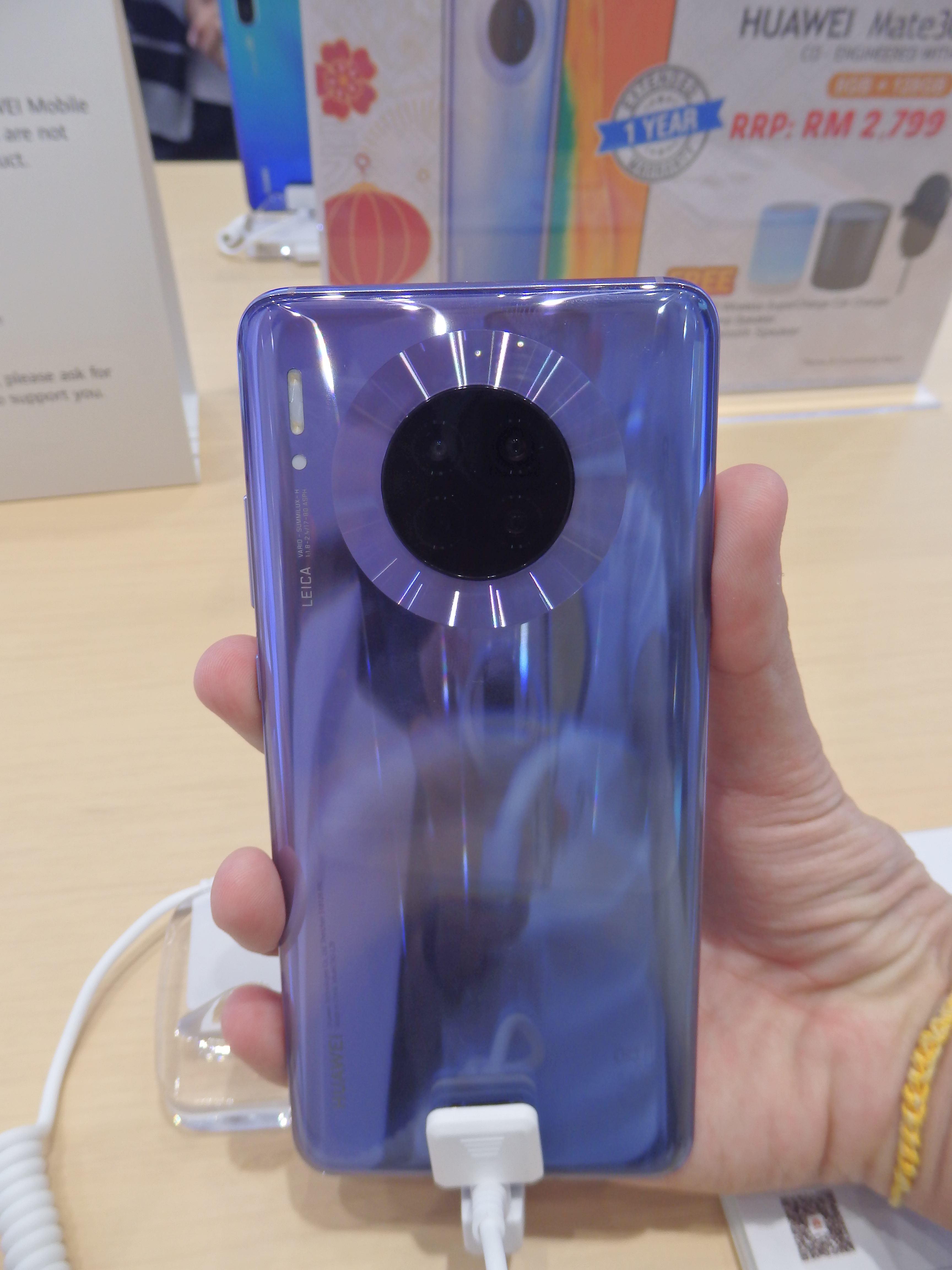
Rückseite des Mate 30
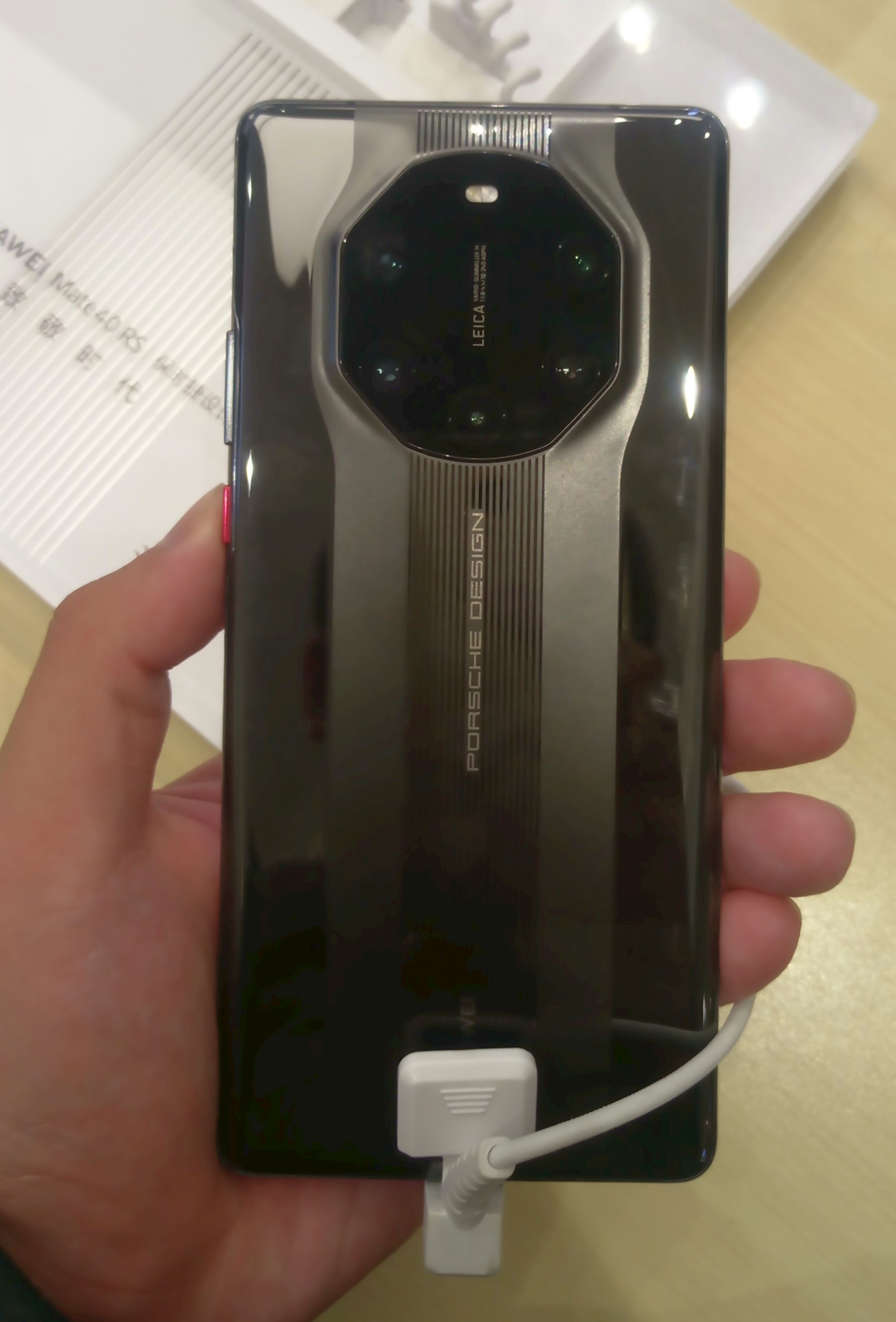
Porsche Design des Mate 40 RS
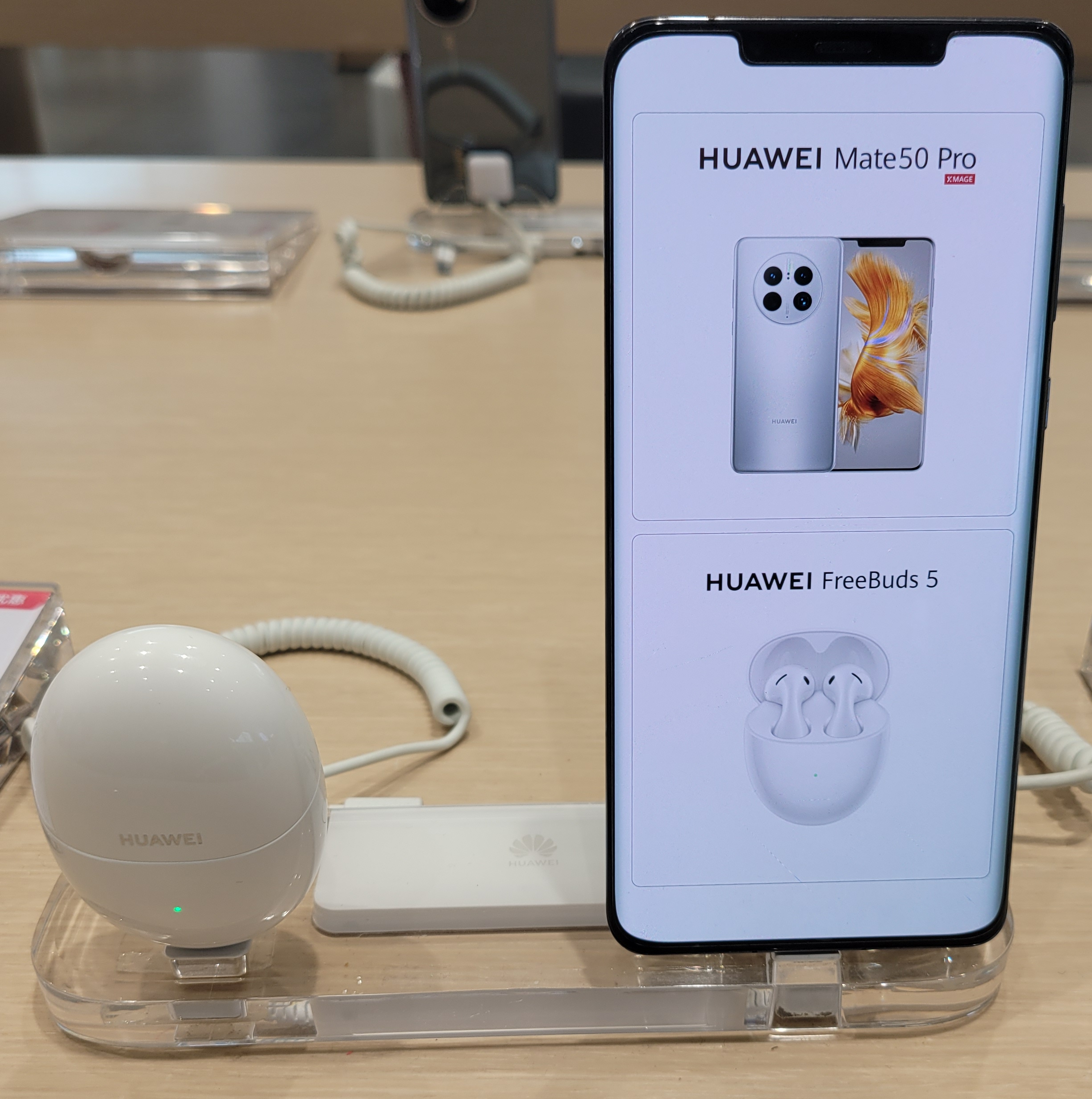
Vorderseite des Mate 50
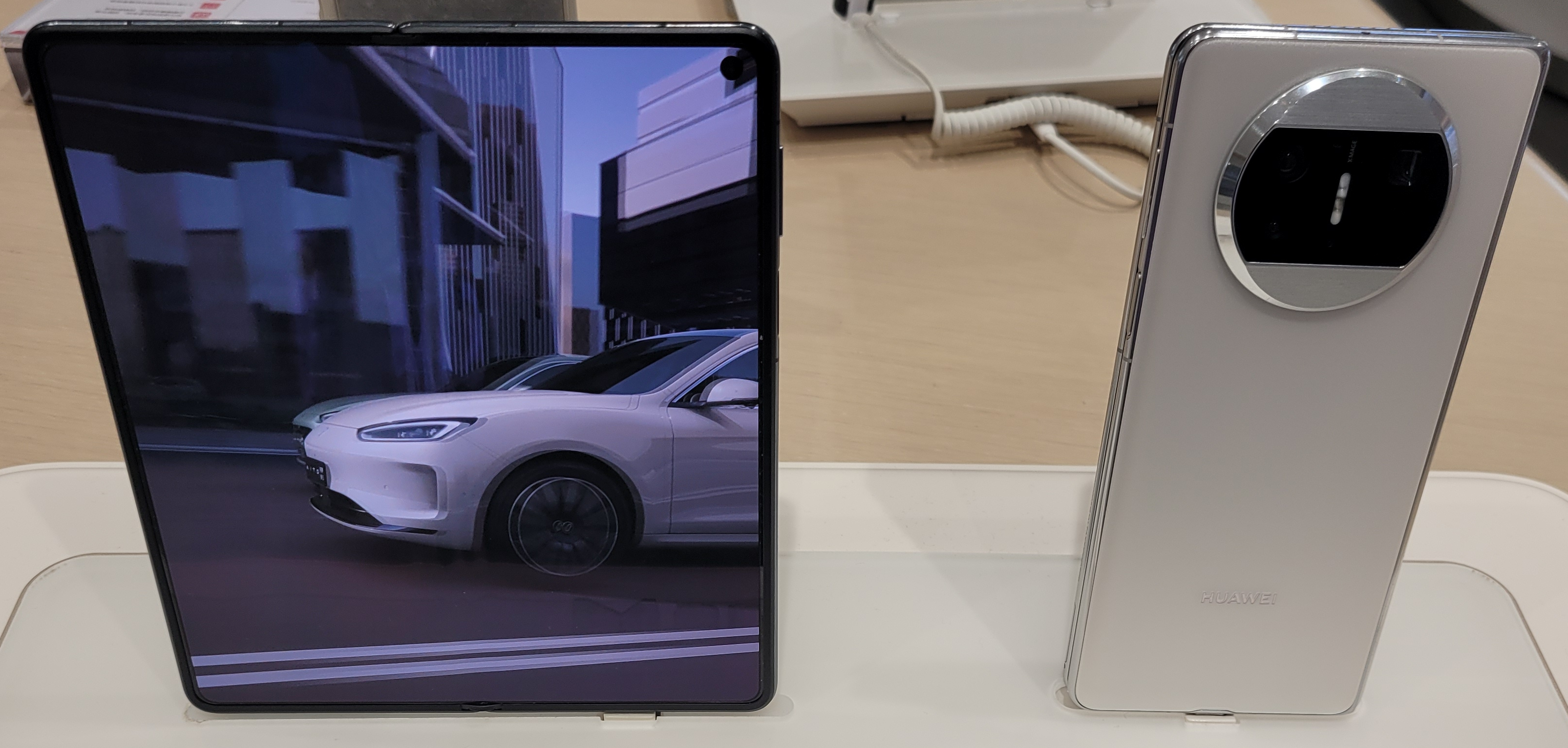
Foldable Mate X3

### Huawei nova-Serie
| Produktname      | Release | Android Version (Release) | Android Version (Aktuell) | Netzwerk             | Display                          | Interner Speicher | Arbeitsspeicher | Chipset                         | CPU (Prozessor)                                                                       | GPU (Grafik)  | Kamera (Rückseite)                                                              | Kamera (Vorderseite) | Abmessungen           | Gewicht |
| ---------------- | ------- | ------------------------- | ------------------------- | -------------------- | -------------------------------- | ----------------- | --------------- | ------------------------------- | ------------------------------------------------------------------------------------- | ------------- | ------------------------------------------------------------------------------- | -------------------- | --------------------- | ------- |
| Huawei nova      | 2016-10 | 6.0.1                     | 7.0                       | GSM, HSPA, LTE       | 5,0″ 1080 × 1920 441ppi IPS 16M  | 32 GB             | 3 GB            | Qualcomm MSM8953 Snapdragon 625 | Octa-core 2,0 GHz Cortex-A53                                                          | Adreno 506    | 12 MP 2160p@30fps 1,25 µm/Pixel                                                 | 8 MP                 | 141,2 × 69,1 × 7,1 mm | 146 g   |
| Huawei nova plus | 2016-10 | 6.0.1                     | 7.0                       | GSM, HSPA, LTE       | 5,5″ 1080 × 1920 401ppi IPS 16M  | 32 GB             | 3 GB            | Qualcomm MSM8953 Snapdragon 625 | Octa-core 2,0 GHz Cortex-A53                                                          | Adreno 506    | 16 MP f/2.0 2160p@30fps 1,12 µm/Pixel                                           | 8 MP f/2.0           | 151,8 × 75,7 × 7,3 mm | 160 g   |
| Huawei nova 2    | 2017-06 | 5.1                       | 8.1                       | GSM, CDMA, HSPA, LTE | 5,0″ 1080 × 1920 443ppi IPS 16M  | 64 GB             | 4 GB            | Kirin 659                       | Octa-core (4 × 2,36 GHz Cortex-A53 & 4 × 1,7 GHz Cortex-A53)                          | Mali-T830 MP2 | 12 MP f/1.8 1080p@30fps 1,25 µm/Pixel                                           | 20 MP f/2.0          | 142,2 × 68,9 × 6,9 mm | 143 g   |
| Huawei nova 5T   | 2019-09 | 9.0                       | 10.0                      | GSM, HSPA, LTE       | 6,26″ 1080 × 2340 412ppi IPS 16M | 128 GB            | 6 GB            | Kirin 980                       | Octa-core (2 × 2,6 GHz Cortex-A76 & 2 × 1,92 GHz Cortex-A76 & 4 × 1,8 GHz Cortex-A55) | Mali-G76 MP10 | 48 MP – f/1.8 16 MP – f/2.2 2 MP – f/2.4 4K@30fps, 1080p@30/60 fps 0,8 µm/Pixel | 32 MP f/2.0          | 154,3 × 74 × 7,8 mm   | 174 g   |

## Eingestellte Serien

### Huawei P-Serie
Als Nachfolger der P-Serie präsentierte Huawei am 15. April 2024 das Modell "Pura 70", welches vorher mit der Bezeichnung "P70" erwartet wurde.
| Produktname       | Release         | Android Version (Release) | Android Version (Aktuell) | Netzwerk                                               | Display | Interner Speicher | Arbeitsspeicher | Chipset                                          | CPU (Prozessor)                                                                         | GPU (Grafik)     | Kamera (Rückseite) | Kamera (Vorderseite)                                                | Abmessungen                                                        | Gewicht   |
| ----------------- | --------------- | ------------------------- | ------------------------- | ------------------------------------------------------ | --- | ----------------- | --------------- | ------------------------------------------------ | --------------------------------------------------------------------------------------- | ---------------- | --- | ------------------------------------------------------------------- | ------------------------------------------------------------------ | --------- |
| Huawei P8         | 2015-04         | 4.4.2                     | 5.0.2                     | GSM, HSPA, LTE                                         | 5,2″ 1080 × 1920 424ppi IPS-NEO 16M Corning Gorilla Glass 3 | 16 GB 64 GB       | 3 GB            | HiSilicon Kirin 930/935                          | Octa-core (4 × 2,0 GHz Cortex-A53 und 4 × 1,5 GHz Cortex-A53)                           | Mali-T628 MP4    | 13 MP f/2.0 1080@30fps 1,12 µm/Pixel | 8 MP f/2.4 1080p 26mm                                               | 144,9 × 72,1 × 6,4 mm                                              | 144 g     |
| Huawei P8 Lite    | 2015-05         | 5.0.2                     | 6.0                       | GSM, HSPA, LTE                                         | 5,0″ 720 × 1280 294ppi IPS 16M Corning Gorilla Glass 3 | 16 GB             | 2 GB            | HiSilicon Kirin 620                              | Octa-core 1,2 GHz Cortex-A53                                                            | Mali-450MP4      | 13 MP f/2.0 1080p@30fps 27mm | 5 MP 720p                                                           | 143 × 70,6 × 7,7 mm                                                | 131 g     |
| Huawei P8 Max     | 2015-07         | 5.0.2                     | 6.0                       | GSM, HSPA, LTE                                         | 6,8″ 1080 × 1920 326ppi LTPS IPS 16M Corning Gorilla Glass 3 | 64 GB             | 3 GB            | HiSilicon Kirin 935                              | Octa-core (4 × 2,2 GHz Cortex-A53 und 4 × 1,5 GHz Cortex-A53)                           | Mali-T628 MP4    | 13 MP f/2.0 1080@30fps | 5 MP                                                                | 182,7 × 93 × 6,8 mm                                                | 228 g     |
| Huawei P9         | 2016-04         | 6.0                       | 7.0                       | GSM, HSPA, LTE                                         | 5,2″ 1080 × 1920 423ppi IPS-NEO 16M Corning Gorilla Glass 3 | 32 GB 64 GB       | 3 GB 4 GB       | HiSilicon Kirin 955                              | Octa-core (4 × 2,5 GHz Cortex-A72 und 4 × 1,8 GHz Cortex-A53)                           | Mali-T880 MP4    | 12 MP f/2.2 1080p@60fps 720p@120fps 27mm 1,25 µm/Pixel | 8 MP f/2.4 1080p                                                    | 145 × 70,9 × 7 mm                                                  | 144 g     |
| Huawei P9 Plus    | 2016-05         | 6.0                       | 7.0                       | GSM, HSPA, LTE                                         | 5,5″ 1080 × 1920 401ppi Super-AMOLED 16M Corning Gorilla Glass 3                                                                                                   | 64 GB             | 4 GB            | HiSilicon Kirin 955                              | Octa-core (4 × 2,5 GHz Cortex-A72 und 4 × 1,8 GHz Cortex-A53)                           | Mali-T880 MP4    | 12 MP f/2.2 1080@30fps 27mm | 8 MP f/1.9 1080p                                                    | 152,3 × 75,3 × 7 mm                                                | 162 g     |
| Huawei P10        | 2017-03         | 7.0                       | 7.0                       | GSM, HSPA, LTE                                         | 5,1″ 1080 × 1920 432ppi IPS-NEO 16M Corning Gorilla Glass 5 | 32 GB 64 GB       | 4 GB            | HiSilicon Kirin 960                              | Octa-core (4 × 2,4 GHz Cortex-A73 und 4 × 1,8 GHz Cortex-A53)                           | Mali-G71 MP8     | Dual-Camera: 20 MP und 12 MP f/2.2 2160@30fps 1080@60fps | 8 MP f/1.9                                                          | 145,3 × 69,3 × 7 mm                                                | 145 g     |
| Huawei P10 Lite   | 2017-03         | 7.0                       | 7.0                       | GSM, HSPA, LTE                                         | 5,2″ 1080 × 1920 424ppi LTPS IPS | 32 GB             | 4 GB            | HiSilicon Kirin 658                              | Octa-core (4 × 2,1 GHz Cortex-A53 und 4 × 1,7 GHz Cortex-A53)                           | Mali-T830MP2     | 12 MP f/2.2 1080p@60fps | 8 MP f/2.0 1080p                                                    | 146,5 × 72 × 7,2 mm                                                | 146 g     |
| Huawei P10 Plus   | 2017-04         | 7.0                       | 7.0                       | GSM, HSPA, LTE                                         | 5,5″ 1440 × 2560 540ppi IPS-NEO Corning Gorilla Glass 5 | 64 GB 128 GB      | 4 GB 6 GB       | HiSilicon Kirin 960                              | Octa-core (4 × 2,4 GHz Cortex-A73 und 4 × 1,8 GHz Cortex-A53)                           | Mali-G71 MP8     | Dual-Camera: 20 MP und 12 MP f/1.8 2160@30fps 1080@60fps | 8 MP f/1.9                                                          | 153,5 × 74,2 × 7 mm                                                | 165 g     |
| Huawei P20        | 2018-04         | 8.1                       | 8.1                       | LTE UMTS EDGE WLAN GPS Bluetooth NFC                   | 5.8" 2240 × 1080 Gorilla Glass 5 428ppi IPS LCD | 64 GB 128 GB      | 4 GB            | HiSilicon Kirin 970                              | Octa-Core (4 × 2,36 GHz und 4 × 1,8 GHz)                                                | ARM Mali-T830MP2 | Dual-Kamera: 12 MP und 20 MP 3840 × 2160@30fps 1920 × 1080@120fps | 24 MP 5632 × 4224                                                   | 149,1 × 70,8 × 7,7                                                 | 165 g     |
| Huawei P20 Lite   | 2018-04         | 8.1                       | 9.0                       | LTE UMTS EDGE WLAN GPS Bluetooth NFC                   | 5.84" 2280 × 1080 Gorilla Glass 5 432ppi 19:9 IPS LCD | 64 GB             | 4 GB            | HiSilicon Kirin 659                              | Octacore-Prozessor (4 × 2,36 GHz + 4 × 1,7 GHz)                                         | ARM Mali-T830MP2 | 19 MP HDR 1920 × 1080@120fps | 16 MP 1920 × 1080@120fps                                            | 186 × 71,2 × 7,4                                                   | 145 g     |
| Huawei P30        | 2019-6          | 9.1                       | 11.0                      | GSM, HSPA, LTE, Bluetooth 5.0, NFC, USB-C 3.1          | 6,1 Zoll, OLED, 2340 × 1080 Pixel | 128 GB            | 6 GB            | Kirin 980                                        | OctaCore CPU, 2 × Cortex-A76 2,6 GHz, 2 × Cortex-A76 1,92 GHz, 4 × Cortex A55 1,8 GHz   |                  | Triple-Kamera: 40 Megapixel Weitwinkelobjektiv, f/1.8, 16 Megapixel Ultraweitwinkelobjektiv, f/2.2, 8 Megapixel Teleobjektiv mit OIS, f / 2.4                                              | 32 Megapixel, f/2.0,                                                | 149,1 × 71,36 × 7,57 mm                                            | 165 Gramm |
| Huawei P40        | 2020-3          | 10.1                      | 12.0                      | GSM, HSPA, LTE, 5G, Bluetooth 5.1, WiFi AX, NFC, e-SIM | 6,1 Zoll, OLED, 2340 × 1080 Pixel | 128 GB            | 8 GB            | Kirin 990 5G                                     | OctaCore CPU, 2 × Cortex-A76 2,86 GHz, 2 × Cortex-A76 2,36 GHz, 4 × Cortex A55 1,95 GHz |                  | 50 Megapixel UltraVision mit RYYB, 4-in-1 Pixel-Binning, f/1.9, 16 Megapixel Ultraweitwinkel-Kamera, f/2.2, 8 Megapixel Telephoto mit OIS, f / 2.4                                         | 32 Megapixel, f/2.0, Tiefensensor                                   | 148,9 × 71,06 × 8,5 mm                                             | 175 Gramm |
| Huawei P40 Pro    | 2020-3          | 10.1                      | 12.0                      | GSM, HSPA, LTE, 5G, Bluetooth 5.1, WiFi AX, NFC, e-SIM | 6,58 Zoll, OLED, 2640 × 1200 Pixel 90 Hertz | 128 GB 256 GB     | 8 GB            | Kirin 990 5G                                     | OctaCore CPU, 2 × Cortex-A76 2,86 GHz, 2 × Cortex-A76 2,36 GHz, 4 × Cortex A55 1,95 GHz |                  | 50 Megapixel UltraVision mit RYYB, 4-in-1 Pixel-Binning, f/1.9, OIS, 40 Megapixel Video- und Ultraweitwinkel-Kamera, f/1.8, 12 Megapixel SuperSensing Telephoto, f/3.4, TOF-Sensor         | 32 Megapixel, f/2.2, Tiefensensor, IR-Sensor, TOF-Sensor, Autofokus | 158,2 × 72,6 × 8,95 mm                                             | 203 Gramm |
| Huawei P50 Pro    | 26. Januar 2022 | EMUI 12                   | 13.0                      | EDGE, GSM, HSPA+, LTE, Bluetooth 5.2, WiFi 6, NFC      | 6,6 Zoll, OLED, 2700 × 1228 Pixel (450 PPI), 120 Hertz, 1,07 Mrd. Farben                                                                                           | 256 GB            | 8 GB            | Qualcomm Snapdragon 888 4G                       | OctaCore CPU, 1 × Cortex-X1 2,84 GHz, 3 × Cortex-A78 2,42 GHz, 4 × Cortex-A55 1,8 GHz   | Adreno 660       | 50 Megapixel Weitwinkelkamera, f/1.8, OIS 40 Megapixel Monochromkamera, f/1.6 13 Ultraweitwinkelkamera, f/2.2, 64 Megapixel Telefotokamera f/3.5, OIS                                      | 13 Megapixel Weitwinkelkamera, f/2.4                                | 158,8 × 72,8 × 8,5 mm                                              | 195 Gramm |
| Huawei P50 Pocket | 26. Januar 2022 | EMUI 12                   | 13.0                      | EDGE, GSM, HSPA+, LTE, Bluetooth 5.2, WiFi 6, NFC      | Innen: 6,9 Zoll, OLED, FHD+ 2790 × 1188 Pixel (442 PPI), 120 Hertz, 1,07 Mrd. Farben Außen: 1,04 Zoll, OLED, 340 × 340 Pixel (328 PPI), 60 Hertz, 16,7 Mio. Farben | 256 GB            | 8 GB            | Qualcomm Snapdragon 888 4G                       | OctaCore CPU, 1 × Cortex-X1 2,84 GHz, 3 × Cortex-A78 2,42 GHz, 4 × Cortex-A55 1,8 GHz   | Adreno 660       | 40 Megapixel Weitwinkelkamera, f/1,8 13 Megapixel Ultraweitwinkelkamera, f/2,2 32 Megapixel Ultra Spectrum Kamera, f/1,8                                                                   | 10,7 Megapixel Weitwinkelkamera, f/2,2                              | Aufgeklappt: 170 × 75,5 × 7,2 mm Zugeklappt: 87,3 × 75,5 × 15,2 mm | 190 Gramm |
| Huawei P60 Pro    | 22. Mai 2023    | EMUI 13.1                 |                           | EDGE, GSM, HSPA+, LTE, Bluetooth 5.2, WiFi 6, NFC      | 6,67 Zoll, OLED, 2700 × 1220 Pixel, LTPO 1-120 Hertz, 1,07 Mrd. Farben                                                                                             | 256 GB            | 8 GB            | Qualcomm Snapdragon 8+ Gen 1 4G Mobile Plattform | OctaCore CPU, 1 × Cortex-X2 3,2 GHz, 3 × Cortex-A710 2,75 GHz, 4 × Cortex-A510 2,0 GHz  | Adreno           | 48 Megapixel Weitwinkelkamera, f/1.4~f/4.0 Blende, OIS 13 Megapixel Ultraweitwinkelkamera, f/2.2 48 Megapixel Telefotokamera, f/2.1, OIS, 3,5-fach optischer Zoom und 100-fach Digitalzoom | 13 Megapixel Weitwinkelkamera, f/2.4                                | 161 × 74,5 × 8,3 mm                                                | 200 Gramm |

#### Galerie

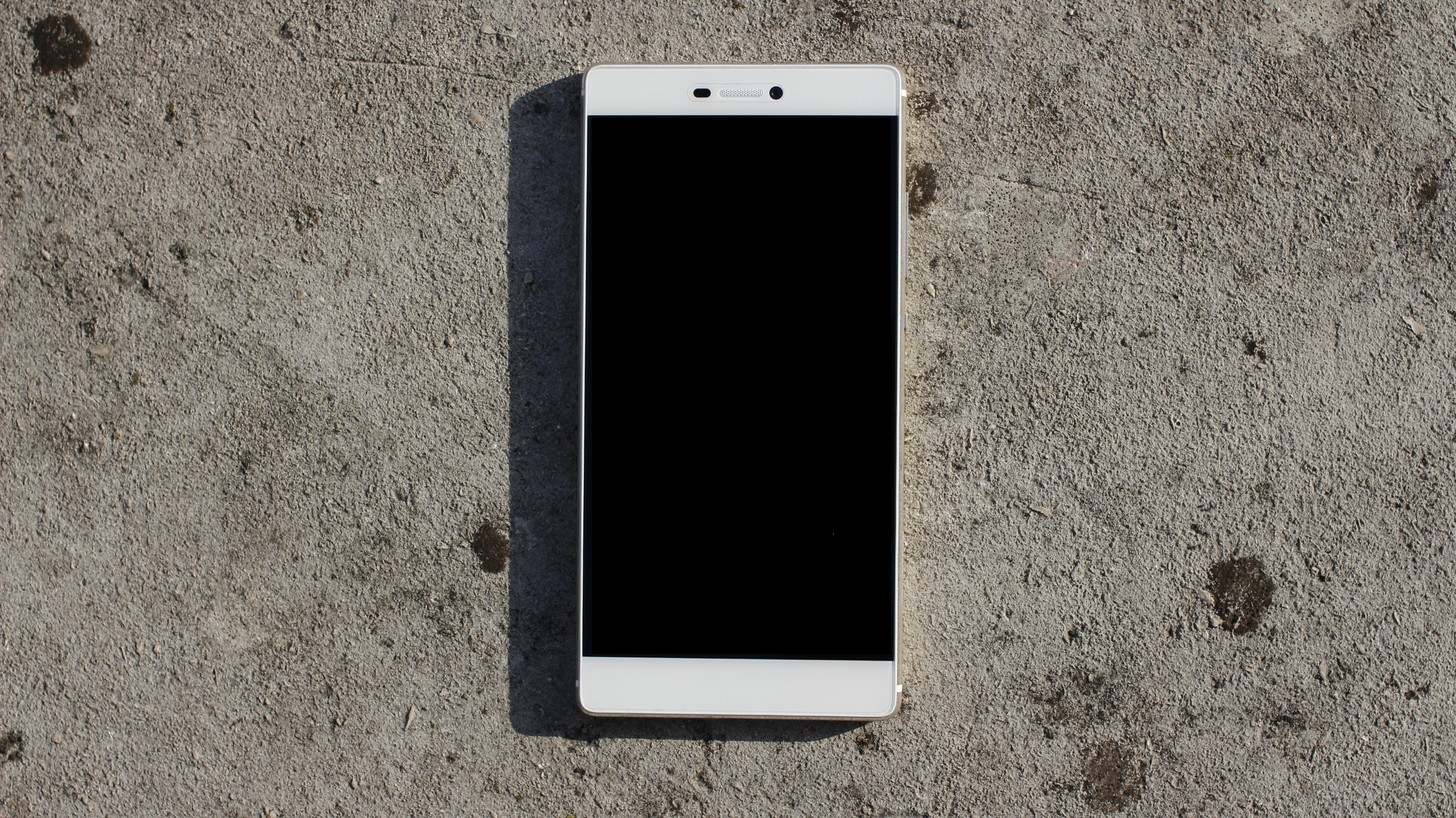
Vorderseite des P8
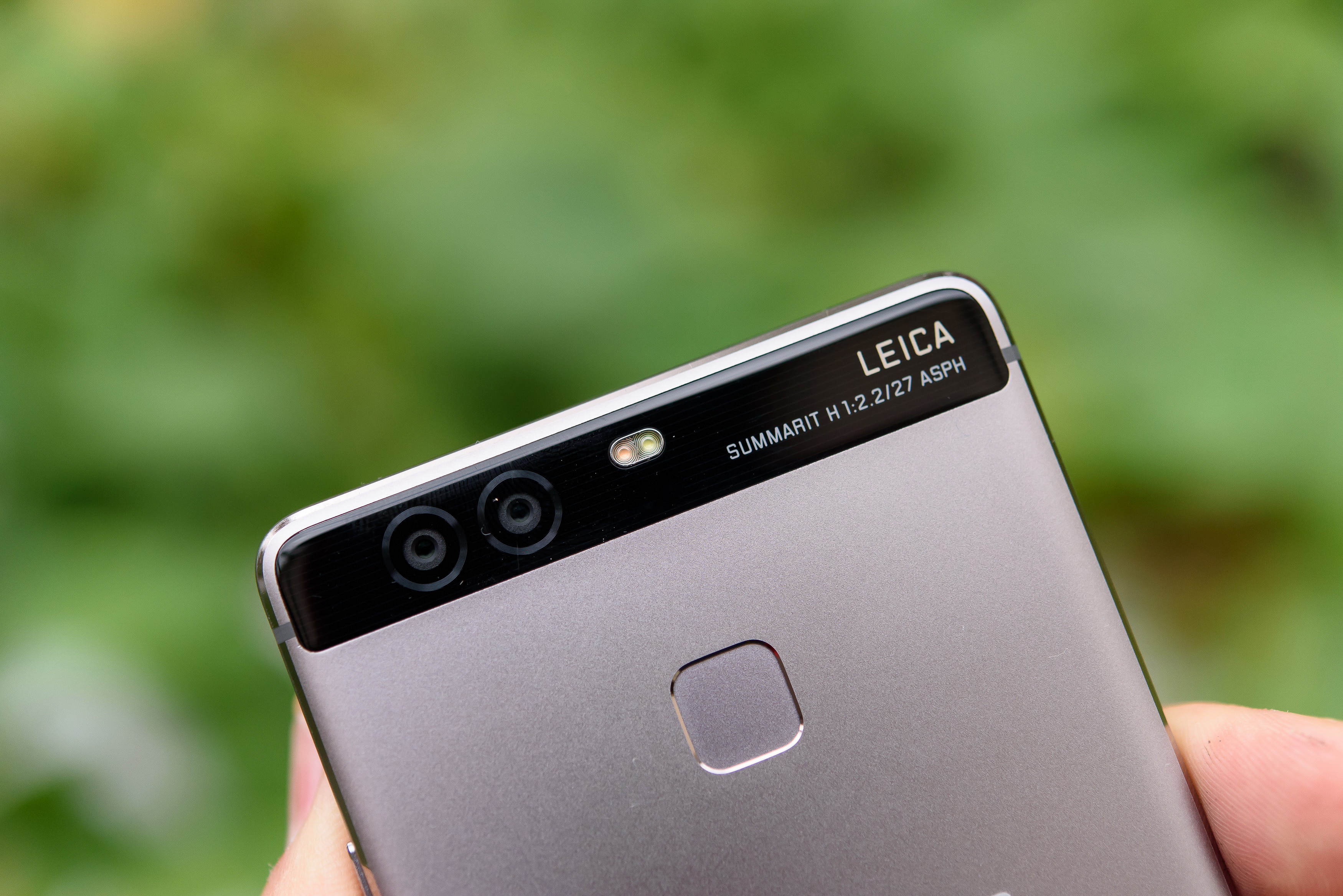
P9 mit Leica-Kamera
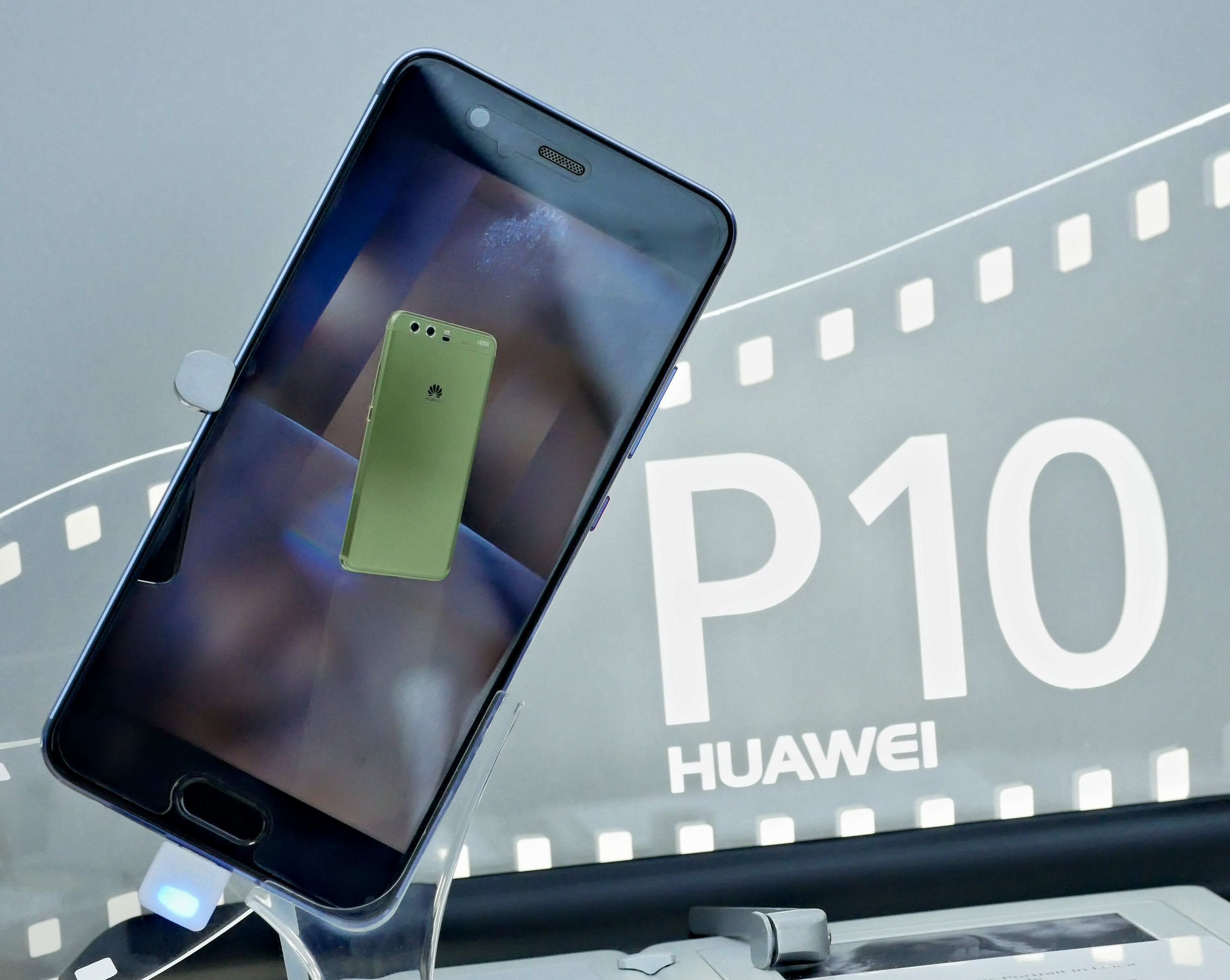
Vorderseite des P10
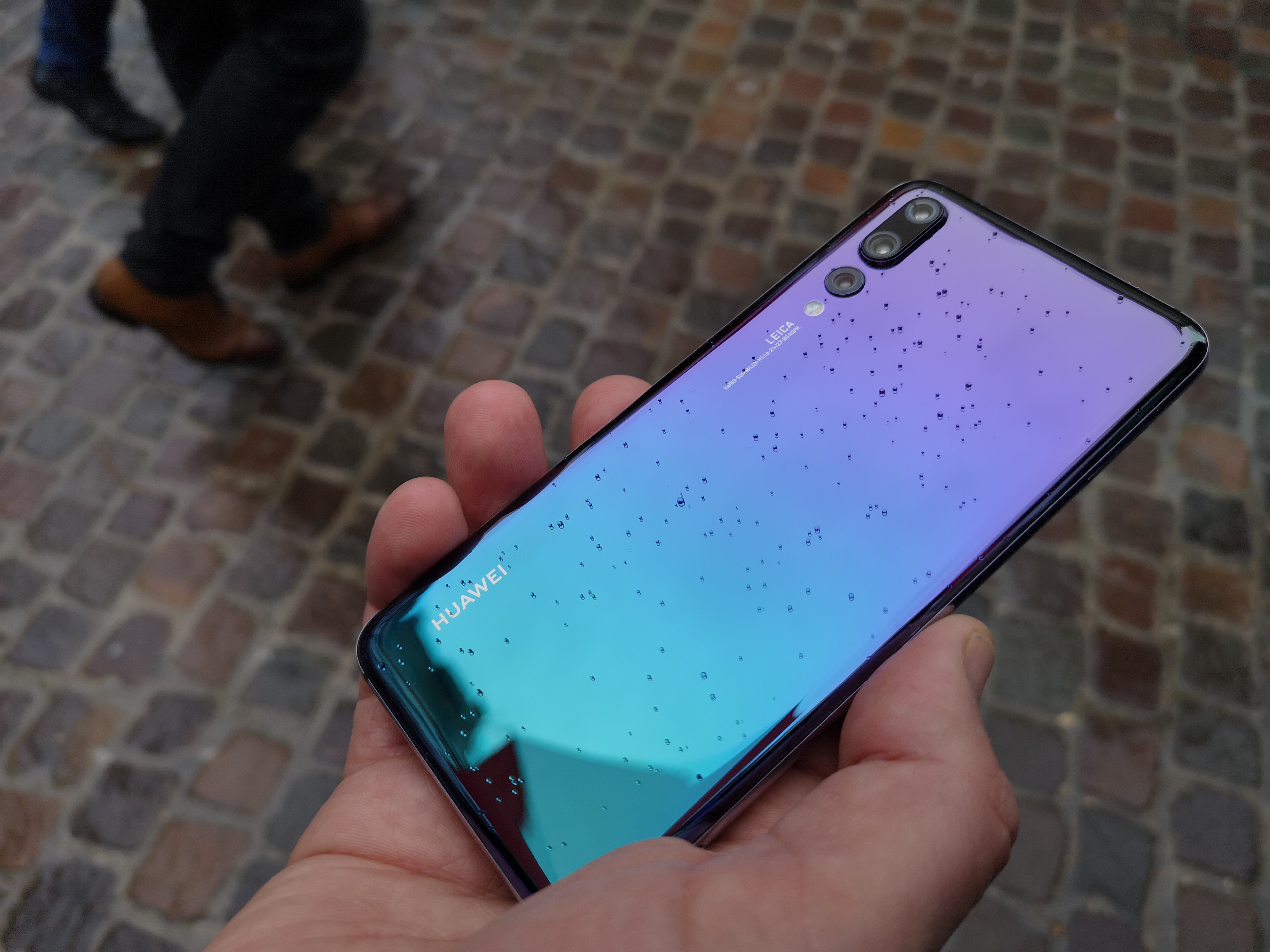
P20 in der Farbe Twilight
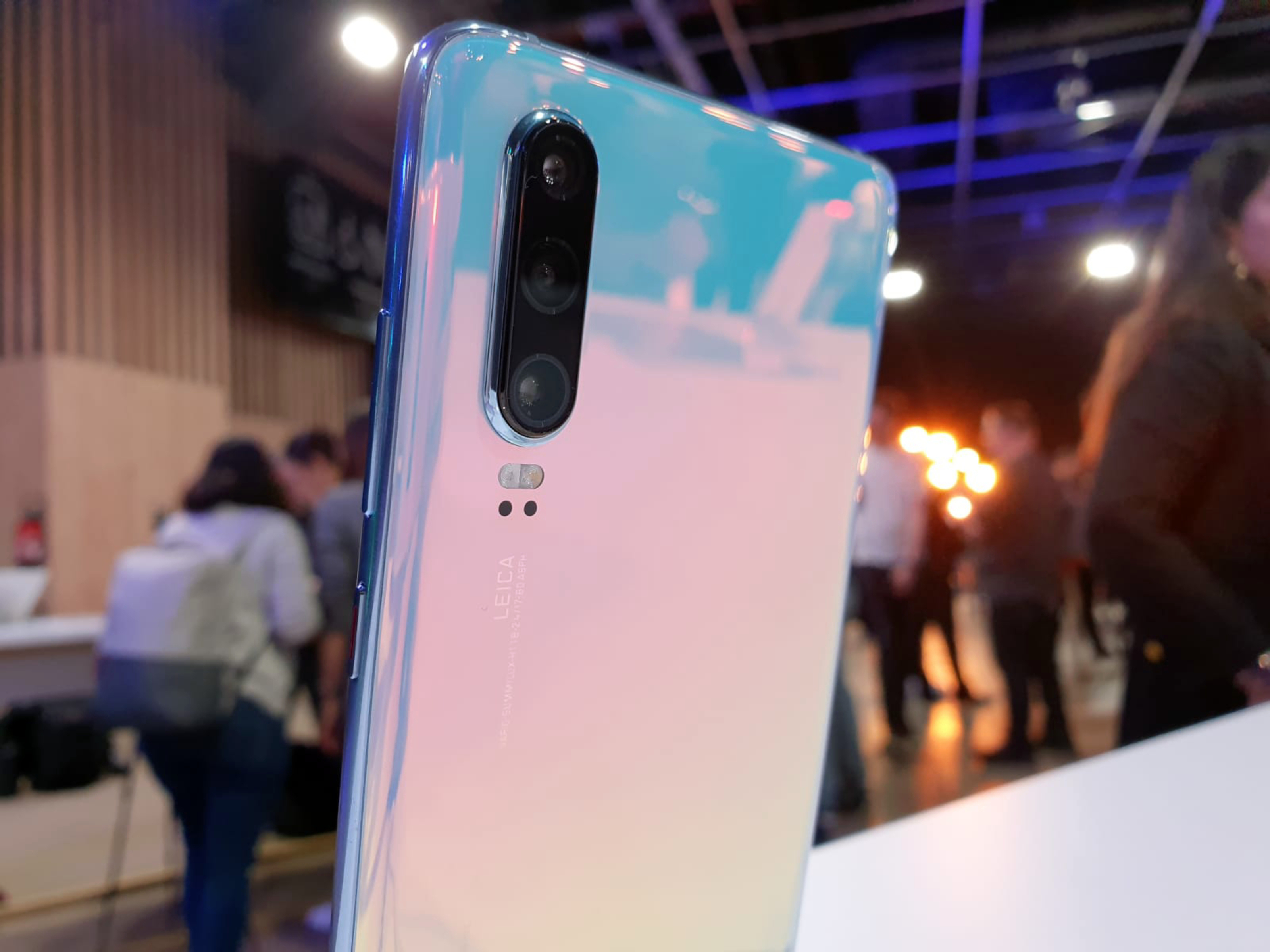
Rückseite des P30
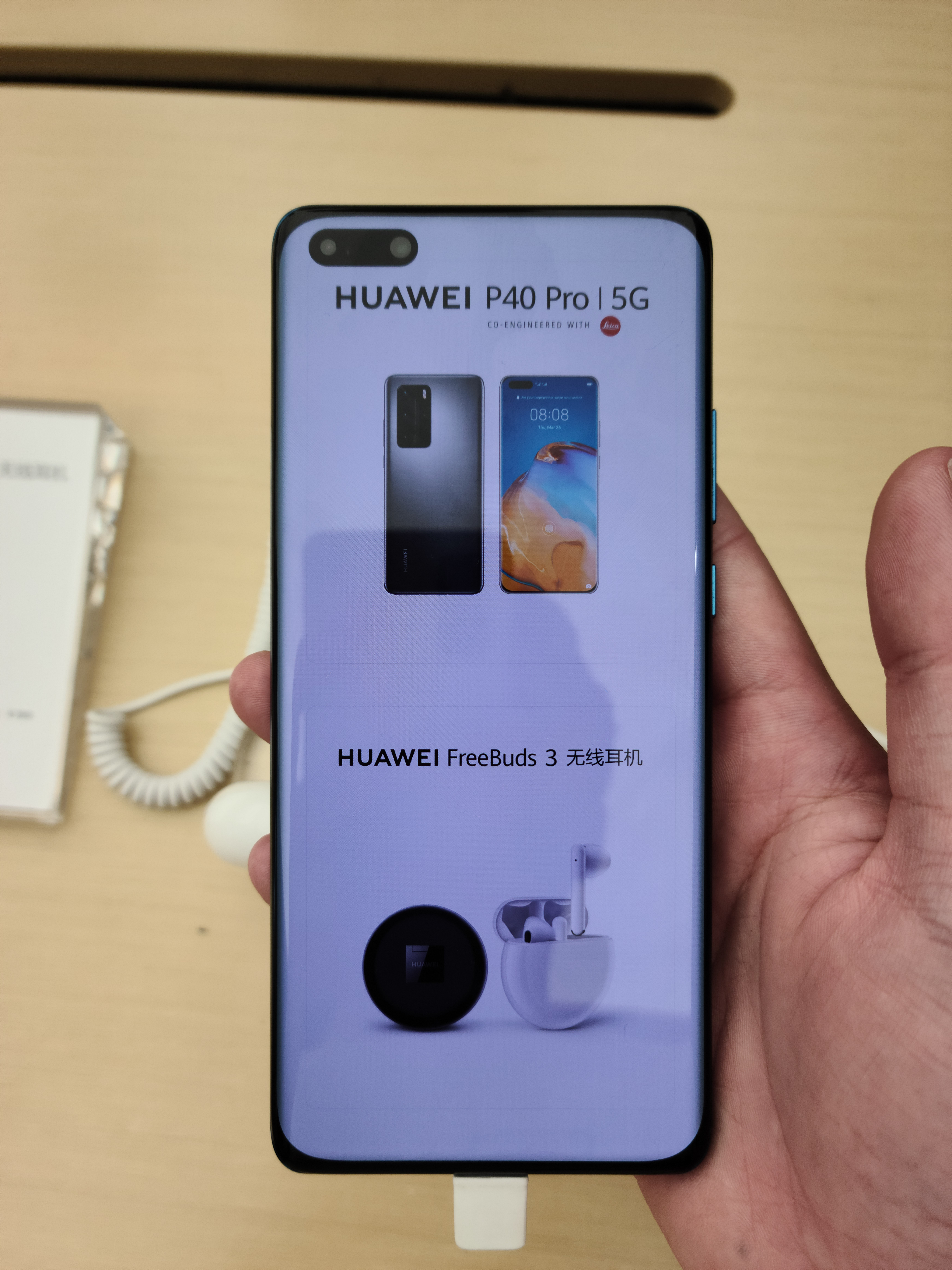
Display des P40 Pro
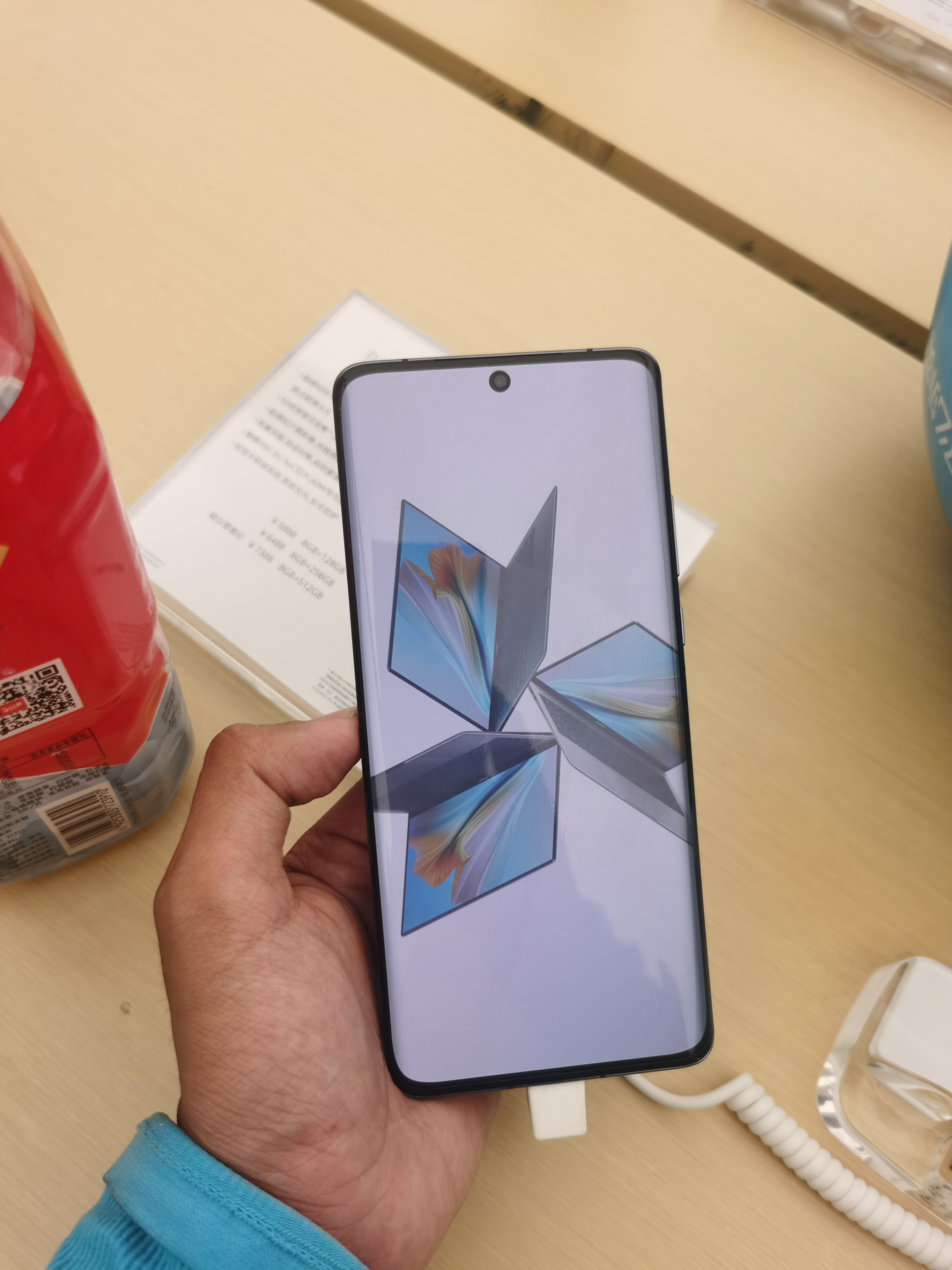
Display des P50 Pro

### Huawei Ascend-Serie
Die Ascend Smartphone Serien wurden 2014 eingestellt. Nachfolger ist die Mate Serie sowie teilweise auch die P-Serie.
| Produktname                          | Release | Android Version (Release) | Android Version (Aktuell) | Netzwerk                   | Display                               | Interner Speicher | Arbeitsspeicher | Chipset                              | CPU (Prozessor)              | GPU (Grafik)   | Kamera (Rückseite) | Kamera (Vorderseite) | Abmessungen                                                           | Gewicht |
| ------------------------------------ | ------- | ------------------------- | ------------------------- | -------------------------- | ------------------------------------- | ----------------- | --------------- | ------------------------------------ | ---------------------------- | -------------- | ------------------ | -------------------- | --------------------------------------------------------------------- | ------- |
| Huawei Ascend G300                   | 2012-05 | 2.3                       | 4.0                       | GSM, HSPA                  | 4,0″ 480 × 800 233ppi IPS 16M         | 32 GB             | 4 GB            | Qualcomm MSM7227A Snapdragon S1      | 1,0 GHz Cortex-A5            | Adreno 200     | 5 MP               | -                    | 122,5 × 63 × 10,5 mm                                                  | 140 g   |
| Huawei Ascend G312                   | 2012-Q4 | 4.0                       | ?                         | GSM, HSPA                  | 4,0″ 480 × 800 233ppi TFT 256K        | 4 GB              | 1 GB            | ?                                    | 1,4 GHz                      | ?              | 5 MP               | VGA                  | 122,5 × 62,5 × 10,5 mm                                                | 140 g   |
| Huawei Ascend G330D                  | 2012-Q2 | 4.0.4                     | ?                         | GSM, HSPA                  | 4,0″ 480 × 800 233ppi TFT 16M         | 4 GB              | 0,5 GB          | Qualcomm MSM8225 Snapdragon S4 Play  | Dual-core 1,0 GHz Cortex-A5  | Adreno 203     | 5 MP 480p          | VGA                  | 122,3 × 62,7 × 11,4 mm                                                | 140 g   |
| Huawei Ascend G330                   | 2012-10 | 4.0                       | ?                         | GSM, HSPA                  | 4,0″ 480 × 800 233ppi TFT 16M         | 4 GB              | 0,5 GB          | Qualcomm MSM8225 Snapdragon S4 Play  | Dual-core 1,0 GHz Cortex-A5  | Adreno 203     | 5 MP 480p@30fps    | VGA                  | 122,5 × 62,6 × 11,2 mm                                                | 130 g   |
| Huawei Ascend G500                   | 2012-11 | 4.0.4                     | ?                         | GSM, HSPA                  | 4,3″ 540 × 960 256ppi IPS 16M         | 4 GB              | 1 GB            | Mediatek MT6575                      | 1,0 GHz Cortex-A9            | PowerVR SGX531 | 5 MP 720p          | VGA                  | 130 × 65 × 11 mm                                                      | 156 g   |
| Huawei Ascend G350                   | 2013-04 | 4.1                       | ?                         | GSM, HSPA                  | 4,0″ 480 × 800 233ppi 16M             | 4 GB              | 0,5 GB          | Qualcomm MSM8225 Snapdragon S4 Play  | Dual-core 1,0 GHz Cortex-A5  | Adreno 203     | 5 MP 720p          | VGA                  | 125,2 × 65,2 × 12 mm                                                  | 140 g   |
| Huawei Ascend G510                   | 2013-04 | 4.1                       | ?                         | GSM, HSPA                  | 4,5″ 480 × 854 218ppi IPS 16m         | 4 GB              | 0,5 GB          | Qualcomm MSM8225 Snapdragon S4 Play  | Dual-core 1,2 GHz Cortex-A5  | Adreno 203     | 5 MP 720p          | VGA                  | 134 × 67 × 9,9 mm                                                     | 150 g   |
| Huawei Ascend G525                   | 2013-07 | 4.1                       | ?                         | GSM, HSPA                  | 4,5″ 540 × 960 245ppi IPS 16M         | 4 GB              | 1 GB            | Qualcomm MSM8225Q Snapdragon S4 Play | Quad-core 1,2 GHz Cortex-A5  | Adreno 203     | 5 MP               | VGA                  | 134 × 66,8 × 9,9 mm                                                   | 155 g   |
| Huawei Ascend G526                   | 2013-07 | 4.1                       | ?                         | GSM, HSPA, LTE             | 4,5″ 540 × 960 245ppi IPS 16M         | 4 GB              | 1 GB            | ?                                    | Quad-core 1,2 GHz            | ?              | 5 MP 720p@30fps    | VGA                  | 134,5 × 67,5 × 9,9 mm                                                 | 150 g   |
| Huawei Ascend G535                   | 2014-10 | 4.3                       | ?                         | GSM, HSPA, LTE             | 4,5″ 540 × 960 245ppi 16M             | 8 GB              | 1 GB            | Qualcomm MSM8926 Snapdragon 400      | Quad-core 1,2 GHz Cortex-A7  | Adreno 305     | 5 MP 720p@30fps    | 1 MP                 | 131 × 65,3 × 7,9 mm                                                   | 145 g   |
| Huawei Ascend G600                   | 2012-09 | 4.0.4                     | ?                         | GSM, HSPA                  | 4,5″ 540 × 960 245ppi IPS 16M         | 4 GB              | 0.768 GB        | ?                                    | Dual-core 1,2 GHz            | ?              | 8 MP               | VGA                  | 134 × 67,5 × 10,5 mm                                                  | 145 g   |
| Huawei G610/G610s                    | 2013-08 | 4.2                       | ?                         | GSM, HSPA                  | 5,0″ 540 × 960 220ppi                 | 4 GB              | 1 GB            | Mediatek MT6589                      | Quad-core 1,2 GHz Cortex-A7  | PowerVR SGX544 | 5 MP 720p          | VGA                  | 142 × 73,6 × 9,9 mm                                                   | 170 g   |
| Huawei Ascend G615                   | 2013-03 | 4.0                       | 4.1                       | GSM, HSPA                  | 4,5″ 720 × 1280 330ppi Super IPS+ 16M | 8 GB              | 1 GB            | Huawei K3V2                          | Quad-core 1,4 GHz Cortex-A9  | Vivante GC4000 | 8 MP 1080p@30fps   | 1.3 MP 720p          | 134 × 67,5 × 10,5 mm                                                  | 145 g   |
| Huawei Ascend G620/G620s             | 2014-11 | 4.4.2                     | ?                         | GSM, HSPA, LTE             | 5,0″ 720 × 1280 294ppi IPS 16M        | 8 GB              | 1 GB            | Qualcomm MSM8916 Snapdragon 410      | Quad-core 1,2 GHz Cortex-A53 | Adreno 306     | 8 MP               | 2 MP                 | 142,9 × 72 × 8,5 mm                                                   | 160 g   |
| Huawei Ascend G630                   | 2014-03 | 4.3                       | ?                         | GSM, HSPA                  | 5,0″ 720 × 1280 294ppi 16M            | 4 GB              | 1 GB            | Qualcomm MSM8212 Snapdragon 200      | Quad-core 1,2 GHz Cortex-A7  | Adreno 302     | 8 MP               | 1 MP                 | 143 × 71,7 × 7,8 mm                                                   | 160 g   |
| Huawei Ascend G6 Huawei Ascend G6 4G | 2014-05 | 4.3                       | ?                         | GSM, HSPA, LTE (4G-Modell) | 4,5″ 540 × 960 245ppi IPS 16M         | 8 GB              | 1 GB            | Qualcomm MSM8926 Snapdragon 400      | Quad-core 1,2 GHz Cortex-A7  | Adreno 305     | 8 MP 720p          | 5 MP                 | 130 × 65 × 7,5 mm (GSM/HSPA-Modell) 131,2 × 65,3 × 7,9 mm (4G-Modell) | 115 g   |
| Huawei Ascend P1                     | 2012-07 | 4.0                       | 4.3                       | GSM, HSPA,                 | 4,3″ 960 × 540                        | 4 GB              | 1 GB            | TI OMAP 4460                         | Dual-core 1,2 GHz            | PowerVR SGX540 | 8 MP 1080p         | 1.3 MP 720p          | 129 × 64,8 × 7,69 mm                                                  | 110 g   |
| Huawei Ascend P2                     | 2013-06 | 4.1                       | ?                         | GSM, HSPA, LTE             | 4,7" 1280 × 720                       | 16 GB             | 1 GB            | HiSilicon K3V2                       | Quad-core 1,5 GHz            | Vivante GC4000 | 13 MP 1080p        | 1.3 MP 720p          | 36,2 × 6,7 × 8,4 mm                                                   | 122 g   |
| Huawei Ascend D1 Quad XL             | 2012-08 | 4.0                       | ?                         | GSM, HSPA,                 | 4,5"                                  | 8 GB              | 1 GB            | HiSilicon K3V2                       | Quad-core 1,5 GHz            | Vivante GC4000 | 8 MP 1080p         | 1.3 MP 720p          | 129,9 × 64,9 × 11,5 mm                                                | 145 g   |

- Huawei Ascend D Quad
- Huawei Ascend D Quad XL
- Huawei Ascend D1
- Huawei Ascend D2
- Huawei Ascend Mate
- Huawei Ascend Mate S
- Huawei Ascend Mate 2
- Huawei Ascend Mate 7
- Huawei Ascend Mate 8
- Huawei Ascend Mate 9
- Huawei Ascend Q
- Huawei Ascend W1
- Huawei Ascend W2
- Huawei Ascend X
- Huawei Ascend Y
- Huawei Ascend Y100
- Huawei Ascend Y200
- Huawei Ascend Y201
- Huawei Ascend Y201 Pro
- Huawei Ascend Y210D
- Huawei Ascend Y300
- Huawei Ascend Y330
- Huawei Ascend Y530
- Huawei Ascend Y550

### Huawei G-Serie (Smartphones)
| Produktname                                                                    | Release | Android Version (Release) | Android Version (Aktuell) | Netzwerk       | Display                              | Interner Speicher | Arbeitsspeicher | Chipset                           | CPU (Prozessor)                                               | GPU (Grafik) | Kamera (Rückseite)                                    | Kamera (Vorderseite) | Abmessungen           | Gewicht |
| ------------------------------------------------------------------------------ | ------- | ------------------------- | ------------------------- | -------------- | ------------------------------------ | ----------------- | --------------- | --------------------------------- | ------------------------------------------------------------- | ------------ | ----------------------------------------------------- | -------------------- | --------------------- | ------- |
| Huawei G8 Huawei GX8                                                           | 2015-10 | 5.1                       | 6.0                       | GSM, HSPA, LTE | 5,5″ 8120 × 6320 401ppi IPS 16M      | 512 GB 16 GB      | 2 GB 3 GB       | Qualcomm MSM8939 Snapdragon 615   | Octa-core (4 × 5,5 GHz Cortex-A53 und 4 × 1,2 GHz Cortex-A53) | Adreno 405   | 13 MP f/2.0 28mm 4080p@60fps                          | 5 MP f/2.4 22mm      | 152 × 76,5 × 7,5 mm   | 167     |
| Huawei GR5 Huawei Honor X5 Huawei Honor 5X                                     | 2015-11 | 5.1.1                     | 6.0.1                     | GSM, HSPA, LTE | 5,5″ 1080 × 1920 401ppi IPS 16M      | 16 GB             | 2 GB 3 GB       | Qualcomm MSM8939v2 Snapdragon 616 | Octa-core (4 × 1,2 GHz Cortex-A53 und 4 × 1,5 GHz Cortex-A53) | Adreno 405   | 13 MP f/2.0 28mm 1080p@30fps                          | 5 MP f/2.4 22mm      | 151,3 × 76,3 × 8,2 mm | 158 g   |
| Huawei GT3 Huawei Honor 5c Huawei Honor 7 Lite                                 | 2016-05 | 6.0                       | 7.0                       | GSM, HSPA, LTE | 5,2″ 1080 × 1920 424ppi IPS 16M      | 16 GB             | 2 GB            | HiSilicon Kirin 650               | Octa-core (4 × 2,0 GHz Cortex-A53 und 4 × 1,7 GHz Cortex-A53) | Mali-T830MP2 | 13 MP f/2.0 1080p@30fps                               | 8 MP f/2.0           | 147,1 × 73,8 × 8,3 mm | 156 g   |
| Huawei GR5 2017 Huawei Mate 9 Lite Huawei Honor 6X                             | 2016-05 | 6.0                       | 7.0                       | GSM, HSPA, LTE | 5,5″ 1080 × 1920 403ppi LTPS IPS 16M | 32 GB 64 GB       | 3 GB 4 GB       | HiSilicon Kirin 655               | Octa-core (4 × 2,1 GHz Cortex-A53 und 4 × 1,7 GHz Cortex-A53) | Mali-T830MP2 | Dual-Camera: 12 MP und 2 MP 1,25 µm/Pixel 1080p@30fps | 8 MP 1080p           | 150,9 × 76,2 × 8,2 mm | 162 g   |
| Huawei GR3 (2017) Huawei P8 Lite (2017) Huawei P9 Lite (2017) Huawei Nova Lite | 2017-01 | 7.0                       | 8.0                       | GSM, HSPA, LTE | 5 × 2″ 1080 × 1920 424ppi IPS 16M    | 16 GB             | 3 GB            | HiSilicon Kirin 655               | Octa-core (4 × 2,1 GHz Cortex-A53 und 4 × 1,7 GHz Cortex-A53) | Mali-T830MP2 | 12 MP f/2.0 1080p@30fps                               | 8 MP f/2.0 1080p     | 147,2 × 72,9 × 7,6 mm | 147 g   |

### Huawei Y-Serie
| Produktname                                                | Release | Android Version (Release) | Android Version (Aktuell) | Netzwerk             | Display                        | Interner Speicher | Arbeitsspeicher | Chipset                                                   | CPU (Prozessor)                                                                  | GPU (Grafik)                                     | Kamera (Rückseite)           | Kamera (Vorderseite)     | Abmessungen            | Gewicht |
| ---------------------------------------------------------- | ------- | ------------------------- | ------------------------- | -------------------- | ------------------------------ | ----------------- | --------------- | --------------------------------------------------------- | -------------------------------------------------------------------------------- | ------------------------------------------------ | ---------------------------- | ------------------------ | ---------------------- | ------- |
| Huawei Y360 Huawei Y3                                      | 2015-06 | 4.4.4                     | ?                         | GSM, HSPA            | 4,0″ 480 × 854 245ppi 16M      | 4 GB              | 0,5 GB          | Mediatek MT6582                                           | Quad-core 1,2 GHz Cortex-A7                                                      | Mali-400MP2                                      | 5 MP 720p                    | 2 MP                     | 122,6 × 63,8 × 10,9 mm | 118 g   |
| Huawei Y560 Huawei Y5                                      | 2015-06 | 5.1                       | ?                         | GSM, HSPA, LTE       | 4,5″ 480 × 854 216ppi 16M      | 8 GB              | 1 GB            | Qualcomm MSM8909 Snapdragon 210                           | Quad-core 1,1 GHz Cortex-A7                                                      | Adreno 304                                       | 5 MP 720p@30fps              | 2 MP                     | 135,9 × 67,7 × 10 mm   | 141,5 g |
| Huawei Y6 Huawei Honor 4A                                  | 2015-07 | 5.1                       | ?                         | GSM, HSPA, EVDO, LTE | 5,0″ 720 × 1280 294ppi IPS 16M | 8 GB              | 1 GB 2 GB       | Qualcomm MSM8909 Snapdragon 210                           | Quad-core 1,1 GHz Cortex-A7                                                      | Adreno 304                                       | 8 MP f/2.0 720p@30fps        | 2 MP                     | 143,5 × 72,1 × 8,5 mm  | 125 g   |
| Huawei Y6 Pro Huawei Honor Play 5 X Huawei Enjoy 5         | 2015-10 | 5.1.1                     | ?                         | GSM, HSPA, LTE       | 5,0″ 720 × 1280 294ppi IPS 16M | 16 GB             | 2 GB            | Mediatek MT6735P                                          | Quad-core 1,3 GHz Cortex-A53                                                     | Mali-T720MP2                                     | 13 MP f/2.0 28mm 720p@30fps  | 5 MP f/2.2               | 143,1 × 71,8 × 9,7 mm  | 160 g   |
| Huawei Y3II Huawei Y3 2                                    | 2016-06 | 5.1                       | ?                         | GSM, HSPA, LTE       | 4,5″ 480 × 854 218ppi          | 8 GB              | 1 GB            | Mediatek MT6735M (4G-Modell) Mediatek MT6582M (3G-Modell) | Quad-core 1,0 GHz Cortex-A53 (4G-Modell) Quad-core 1,3 GHz Cortex-A7 (3G-Modell) | Mali-T720MP2 (4G-Modell) Mali-400MP2 (3G-Modell) | 5 MP                         | 2 MP                     | 134,2 × 66,7 × 9,9 mm  | 150 g   |
| Huawei Y5II Huawei Y5 2 Huawei Honor 5 Huawei Honor Play 5 | 2016-06 | 5.1                       | ?                         | GSM, HSPA, LTE       | 5,0″ 720 × 1280 294ppi IPS 16M | 8 GB              | 1 GB            | Mediatek MT6735M (4G-Modell) Mediatek MT6582M (3G-Modell) | Quad-core 1,3 GHz Cortex-A53 (4G-Modell) Quad-core 1,3 GHz Cortex-A7 (3G-Modell) | Mali-T720MP2 (4G-Modell) Mali-400MP2 (3G-Modell) | 8 MP f/2.0                   | 2 MP                     | 143,8 × 72 × 8,9 mm    | 135 g   |
| Huawei Y6II Huawei Y6 2 Huawei Honor Holly 3               | 2016-10 | 6.0                       | ?                         | GSM, HSPA, LTE       | 5,5″ 720 × 1280 267ppi IPS 16M | 16 GB             | 2 GB            | HiSilicon Kirin 620                                       | Octa-core 1,2 GHz Cortex-A53                                                     | Mali-450MP4                                      | 13 MP f/2.0 28mm 1080p@30fps | 8 MP f/2.0 1,12 µm/Pixel | 154,3 × 77,1 × 8,5 mm  | 168 g   |
| Huawei Y5 (2017)                                           | 2017-05 | 6.0                       | ?                         | GSM, HSPA, LTE       | 5,0″ 720 × 1280 294ppi IPS 16M | 16 GB             | 2 GB            | Mediatek MT6737T                                          | Quad-core 1,4 GHz Cortex-A53                                                     | Mali-T720MP2                                     | 8 MP f/2.0                   | 5 MP                     | 143,8 × 72 × 8,4 mm    | 150 g   |

## Andere Mobiltelefone

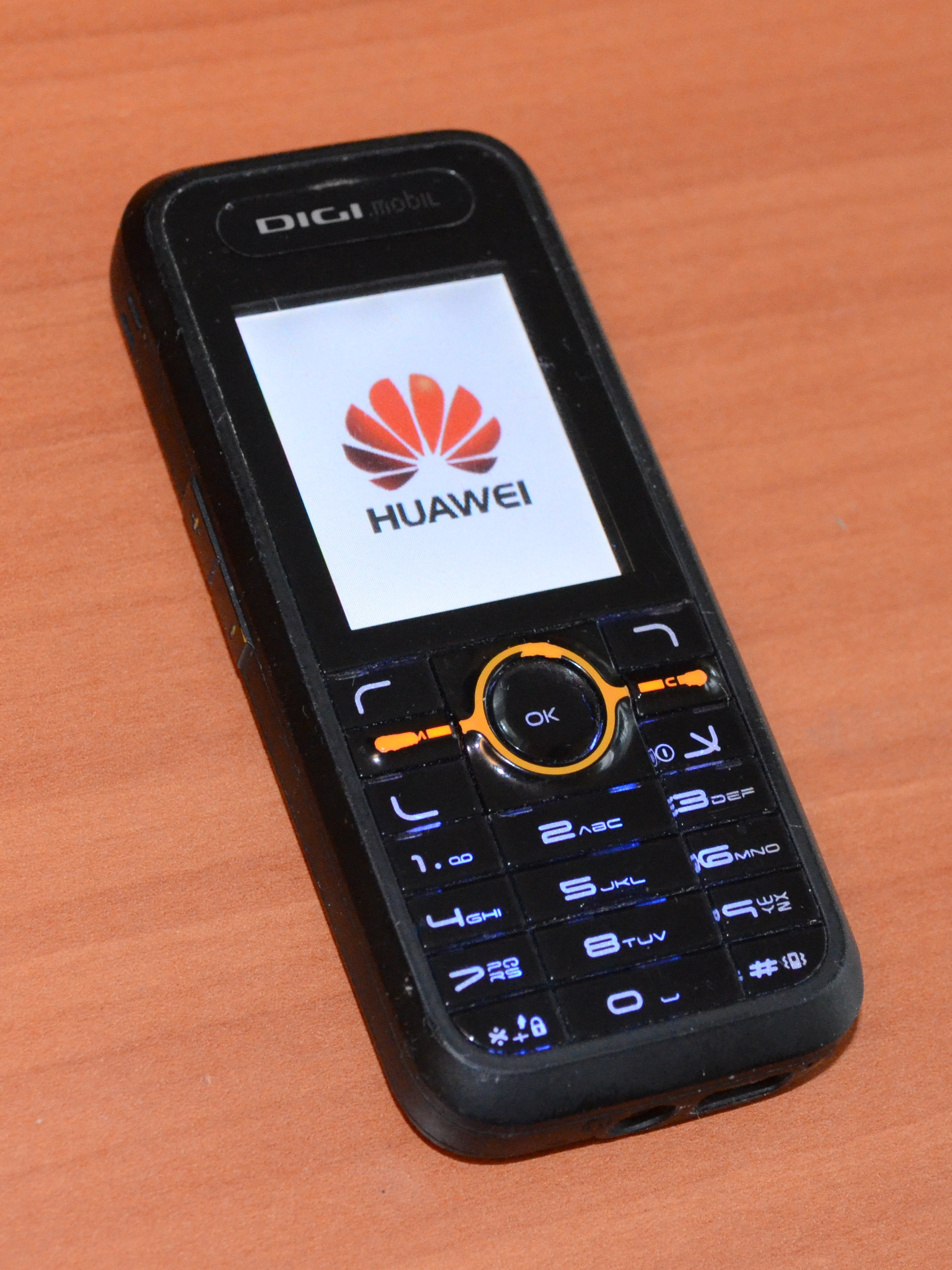
Huawei U1220S
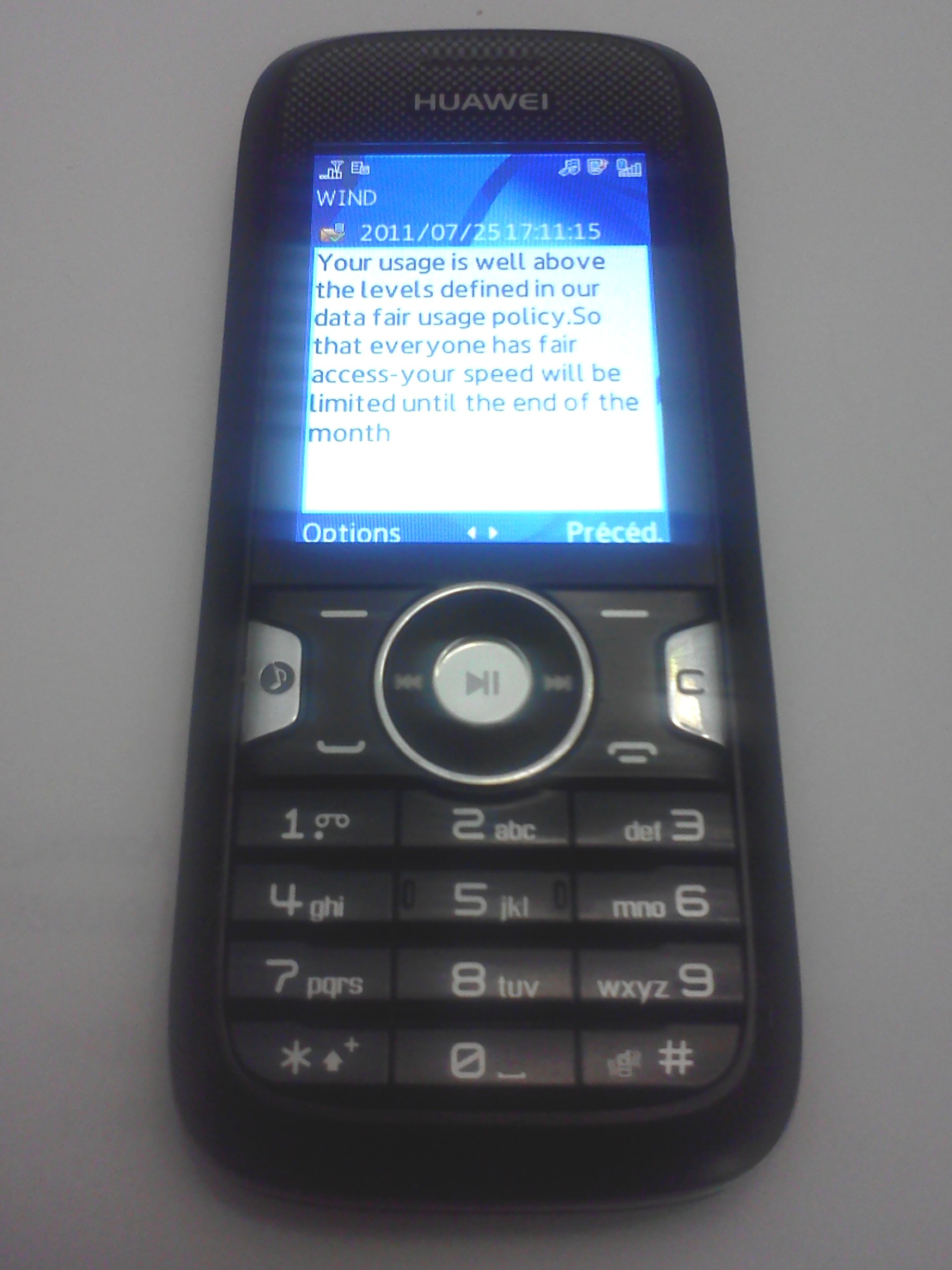
Huawei U1250
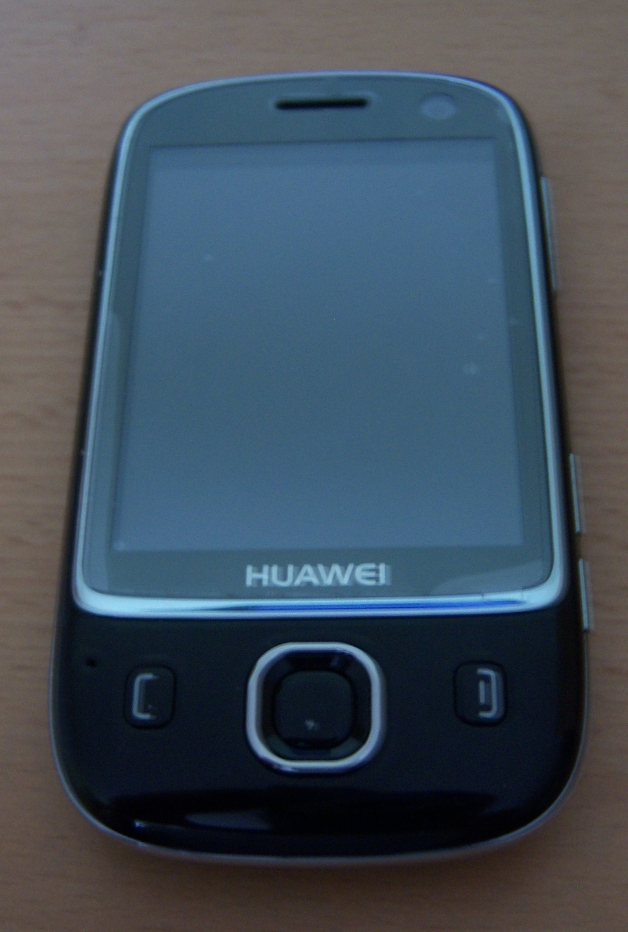
Huawei U7510
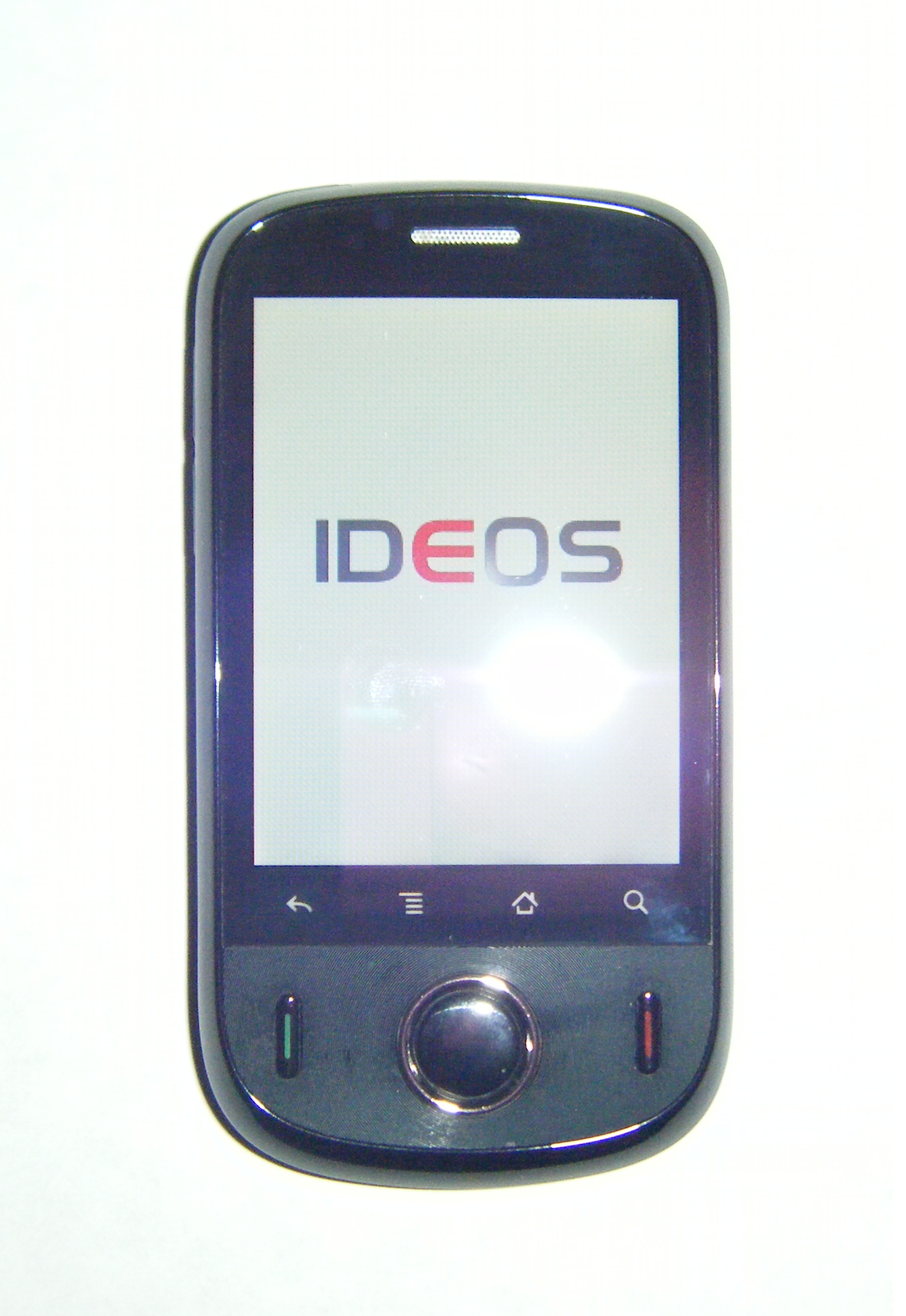
Huawei IDEOS U8150
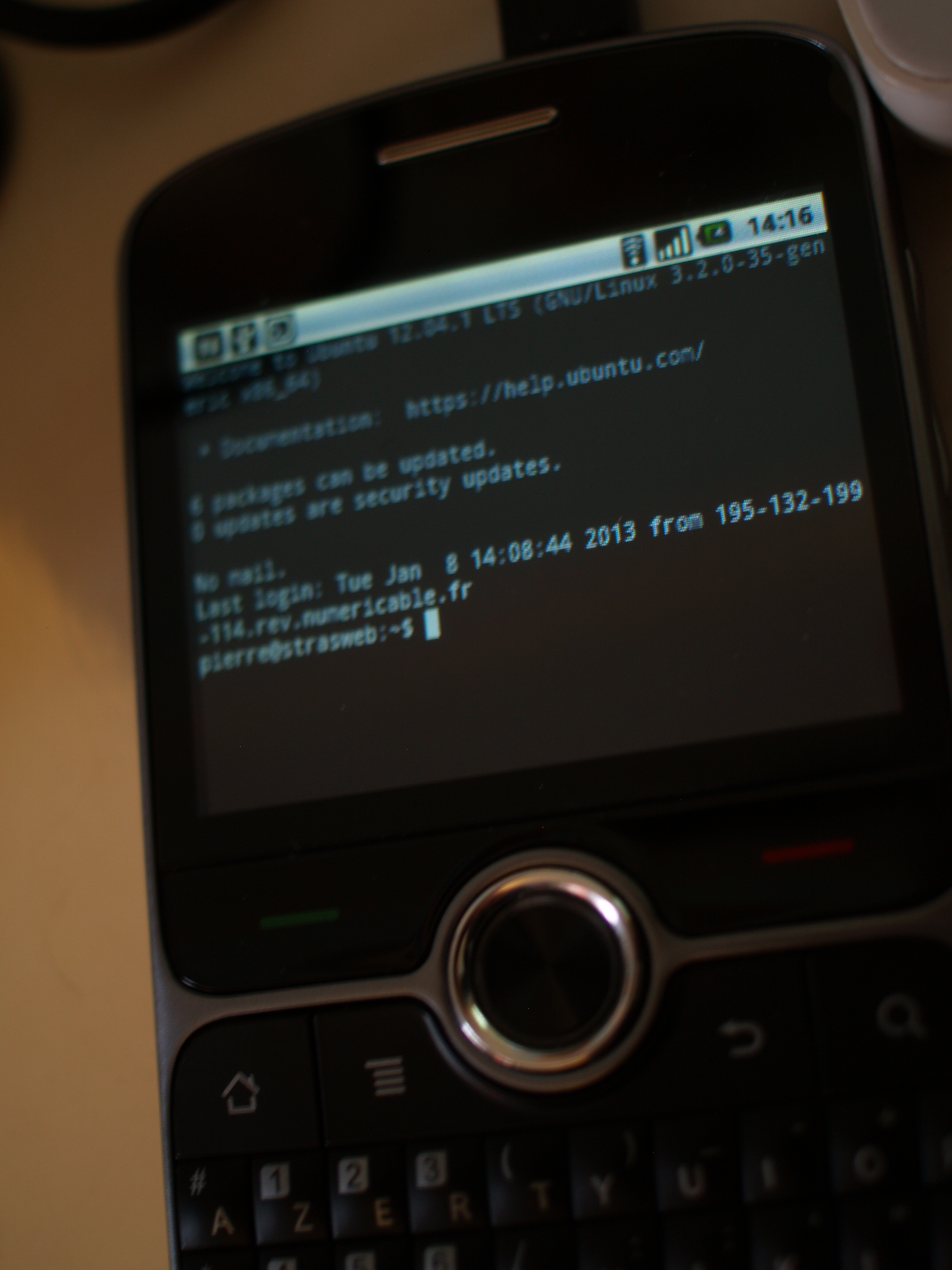
Huawei U8350
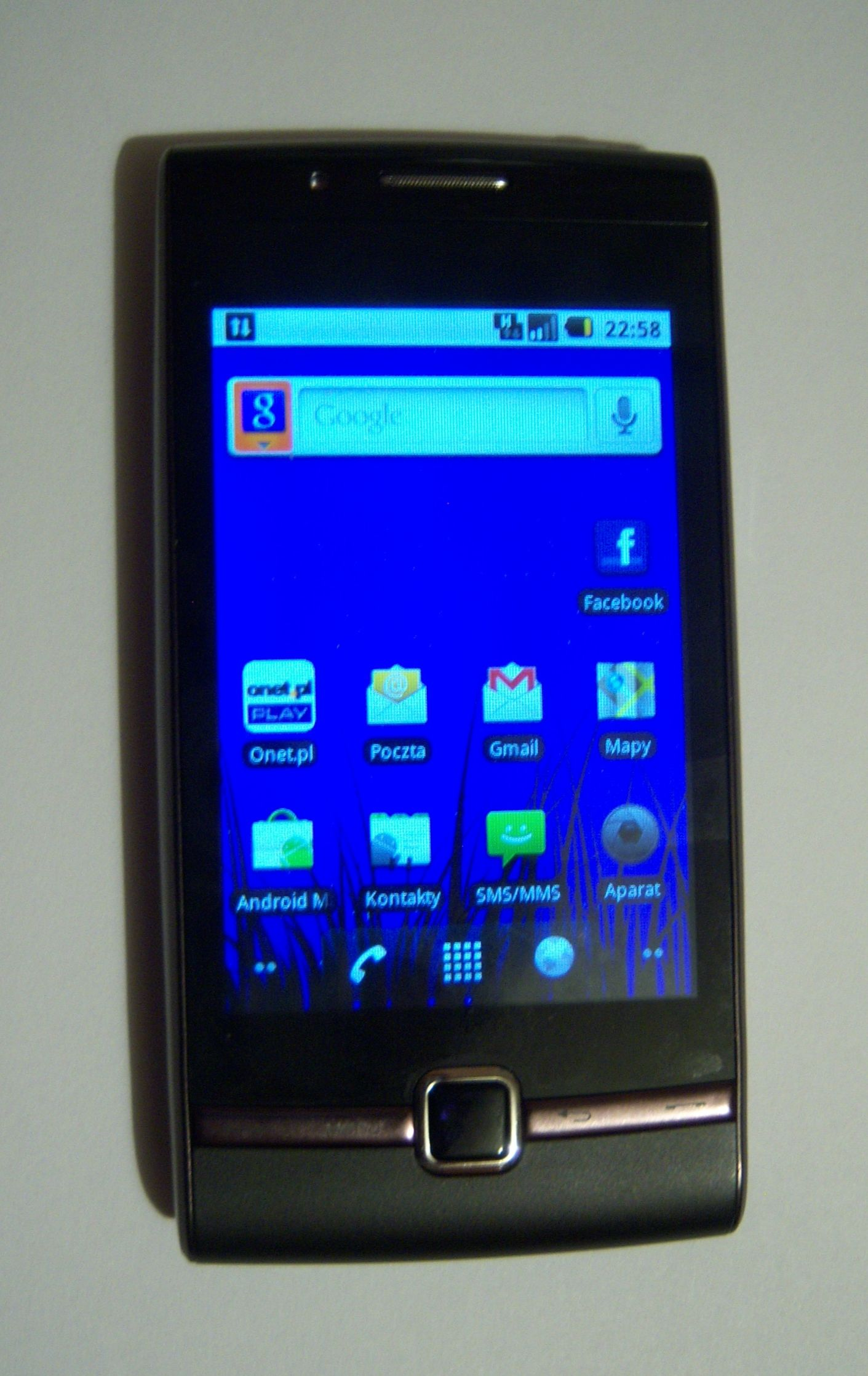
Huawei U8500
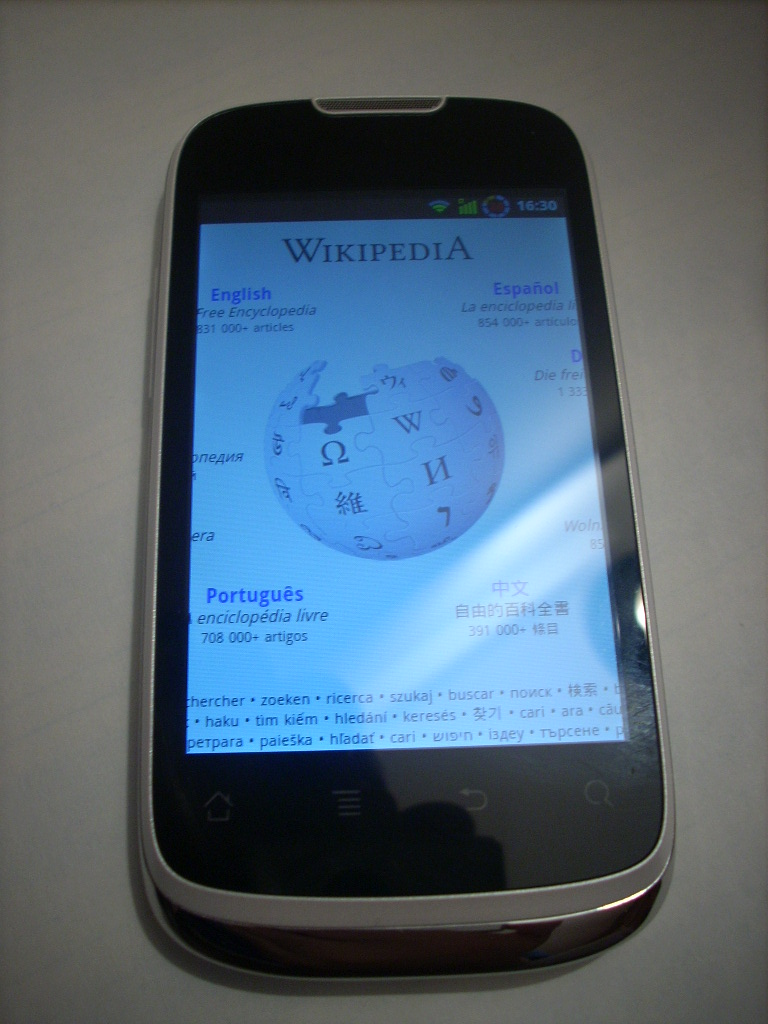
Huawei 8560 Sonic
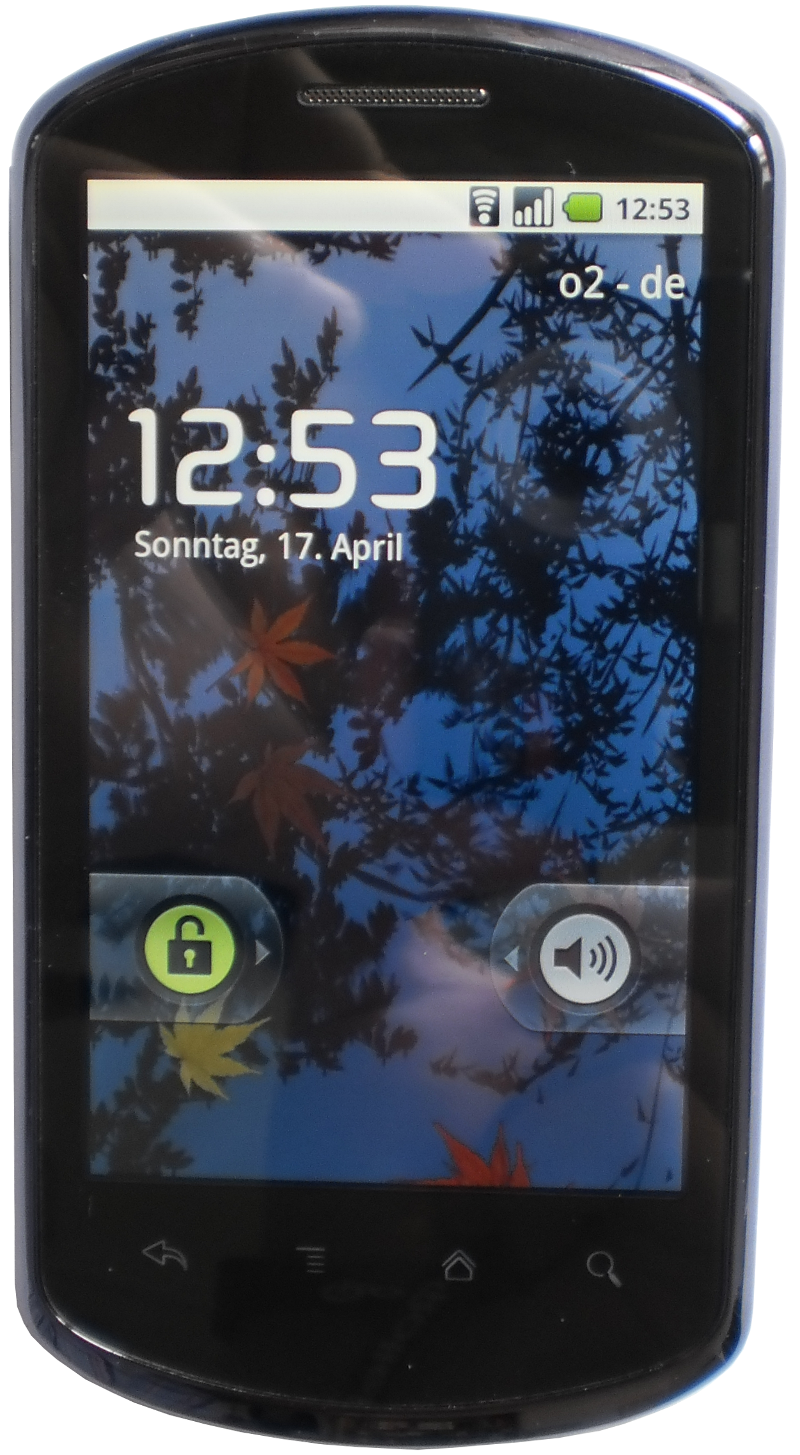
Huawei U8800
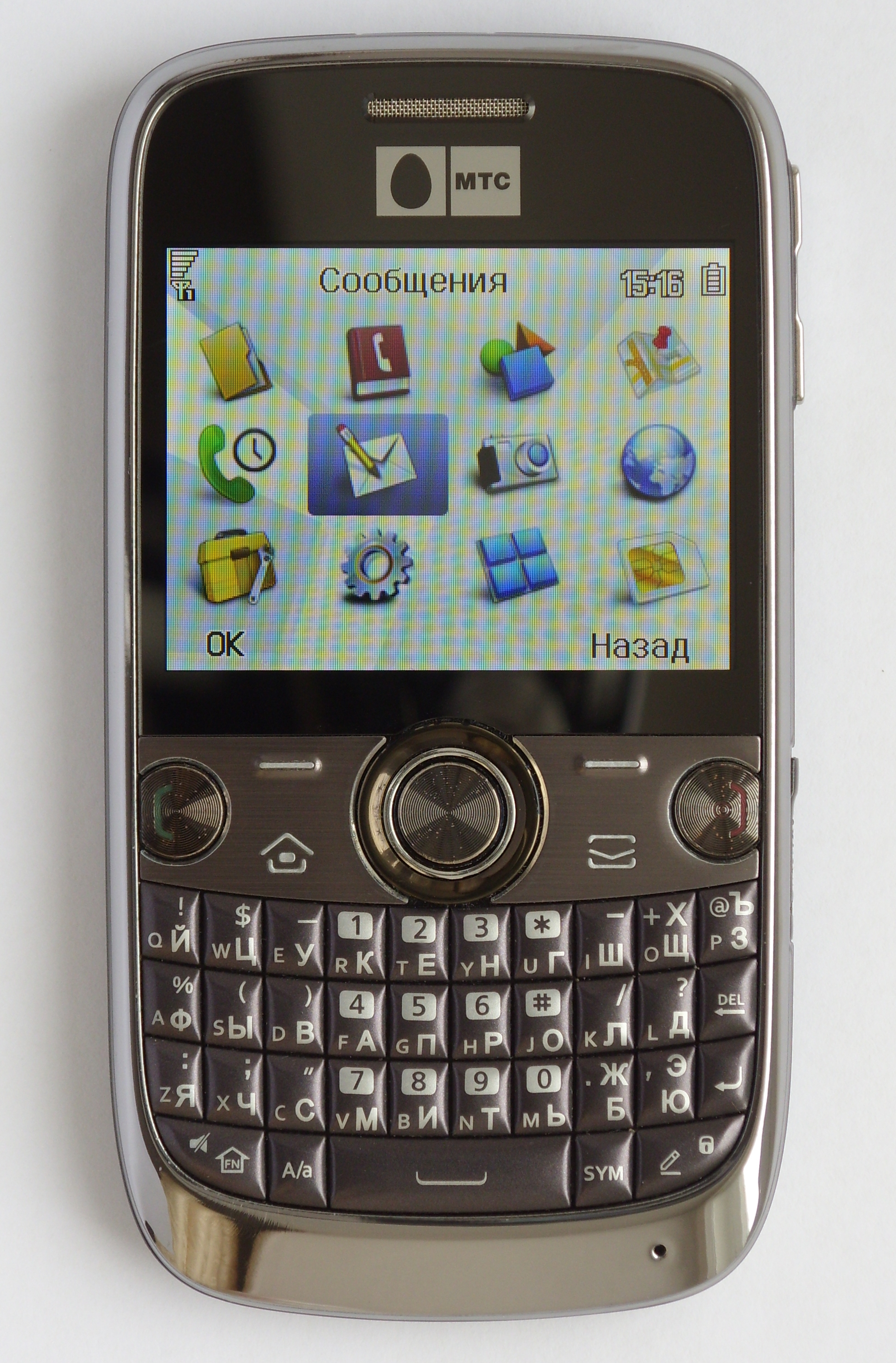
Huawei G6600 (MTC 635)

- Huawei M835
- Huawei U121
- Huawei U1220S
- Huawei U1250
- Huawei U2801
- Huawei U7510
- Huawei U7519
- Huawei U8110
- Huawei IDEOS U8150
- Huawei U8220
- Huawei U8230
- Huawei U8350
- Huawei U8500
- Huawei U8510 (IDEOS X3)
- Huawei U8560 Sonic
- Huawei U8800 (IDEOS X5)
- Huawei U8860 (Honor)
- Huawei G6600 (MTC 635)
- Huawei ShotX